# ザリガニ

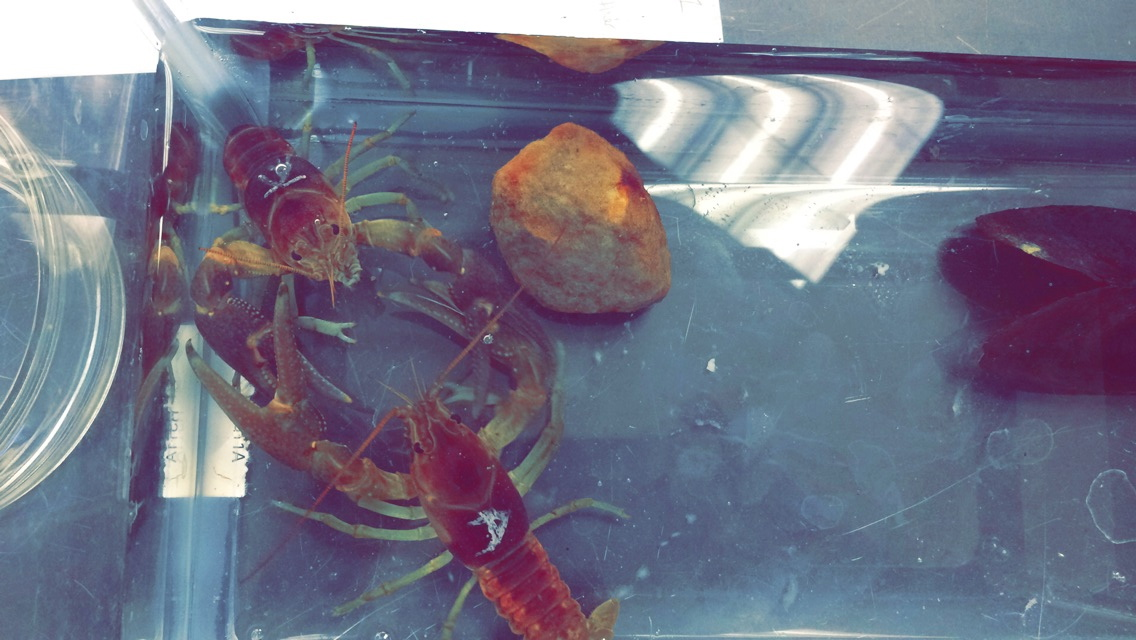
覇権をかけて争うラスティーザリガニ

ザリガニ（蝲蛄・蜊蛄・躄蟹、クレイフィッシュ）は、ザリガニ下目のうちザリガニ上科とミナミザリガニ上科の総称である。ザリガニ類と呼ぶこともあるが、この語はザリガニ下目を意味することもある。
分類学的には単一の分類群（タクソン）ではなく、ザリガニ上科とミナミザリガニ上科に分類される。しかしこの2上科は近縁で、ザリガニは単系統である。
ザリガニが淡水生であるのに対し、ザリガニ下目の残りであるアカザエビ上科（アカザエビ・ロブスターなど）とショウグンエビ上科は海生であり、通常はザリガニには含めない。しかし、海生のグループと明確に区別するため、淡水生のグループを「淡水ザリガニ」 (freshwater crayfish) と呼ぶこともある。
なお狭義には、1種ニホンザリガニ Cambaroides japonicus、あるいは、それを含むアメリカザリガニ上科をザリガニと呼ぶこともある。

## 名称

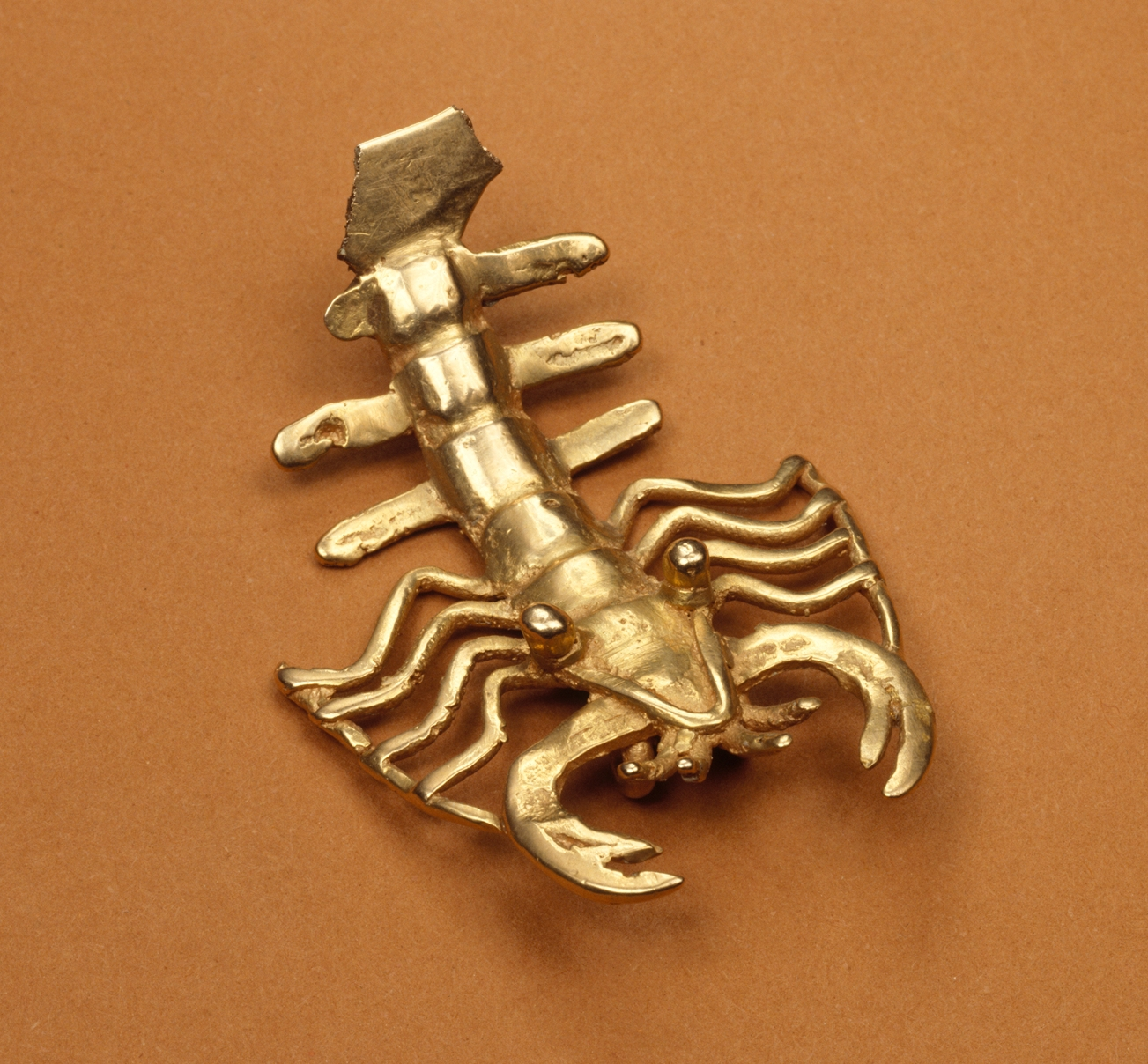
パナマ国チリキ県で出土した、チリキ文化の金のザリガニペンダント

英名 crayfish 「クレイフィッシュ」は中期フランス語 crevice 「クレヴィース」（現代フランス語: écrevisse）に由来し、後半 -vice の音が fish に似ていることから民間語源的に異分析されたもの。なお、この crevice 自体はフランク語由来で、英語 crab 「蟹」と同じ語源由来である。

### 日本での呼称
ザリガニの名は元々ニホンザリガニを指したものである。江戸時代の文献から見られ、漢字表記ではほとんど使われなくなったが「喇蛄」と書かれる。江戸期には異称として「フクガニ」「イサリガニ」などとも呼ばれていた。
ザリガニの語源は、「いざり蟹」の転訛とする説（「いざる」は「膝や尻を地につけたまま進む」こと）と、「しさり蟹」（しざり蟹）の転訛とする説（「しさる」「しざる」は後退り、後退行すること）とがある。アイヌ語においてもいくつかの呼称があるが、ホロカアムシペ（horkaamuspe）やホロカレイェプ（horkareyep）など「後ずさり」を意味する語源が見られる。
ほかに「砂礫質に棲むことから“砂利蟹”」であるとか、体内で生成される白色結石（後述される和漢薬の原料）から仏舎利を連想して“舎利蟹”と呼んだというような説もあるが、前者についていえば、ニホンザリガニはとくに砂礫質の場所を好んで棲むわけではない。
地方によってはエビガニと呼ぶ。身近に生息しているためザリ、ザリンコ、マッカチンなど多くの俗称がある。
海に住むザリガニ下目で、食用として著名な「ロブスター」を、日本で「ウミザリガニ」と呼ぶことがあるが、淡水に住むニホンザリガニやアメリカザリガニとは生息環境が違うため、調理時や飼育時には注意が必要である。海に住むとはいえ、ロブスターはエビの仲間ではなくザリガニ下目である。一方で英語圏において「ロブスター」という言葉は、広義においてオーストラリア原産の淡水ザリガニで食用の「マロン」を含むことがあるので、料理の注文時など、これも注意せねばならない。

## ザリガニとカニ・エビの違い
上記の通り、ザリガニはエビガニと呼ばれることがある。外見も、エビとカニの中間的な印象である。
ザリガニのハサミは同じ十脚目のカニに似ており、名前にもカニが含まれる。しかしザリガニはザリガニ下目、カニはカニ下目であり、それぞれが独立した下目である。よってザリガニはカニに含まれない。また、十脚目の系統解析はあまり進んでいないが、ザリガニ下目とカニ下目が非常に近縁ということはなさそうである。ザリガニとカニに共通する大きなはさみは、それぞれで独立に進化している。
一方で、エビは「十脚目のうちカニ下目とヤドカリ下目を除いた全ての側系統群」のことである。つまりザリガニがザリガニ下目であり、カニ下目やヤドカリ下目ではない以上、「ザリガニはエビに含まれる生物」ということになる。実際、ザリガニ下目の海生種であるアカザエビなどは、一般にはエビと見做されている。よって書籍などでは、「ザリガニはカニではなく、エビの一種である」といった紹介がなされることもあるが、エビという分類が広範囲の生物を含むため、このような説明では誤解を招く可能性がある。十脚目はクルマエビ亜目とエビ亜目に大きく2分され、ザリガニ、カニ、ヤドカリは、全てエビ亜目に含まれている。つまり、ザリガニはエビの一種であるが、その意味ではカニやヤドカリもエビに含まれる。

## 生態
河川、湖沼、ため池、用水路、田んぼなど、水の流れのゆるい淡水域なら大抵の所に生息する。ほとんどのザリガニが雑食性で、水草、貝類、ミミズ、昆虫類、甲殻類、他の魚の卵や小魚など、様々なものを食べる。生物間の捕食関係では、フナやコイとは相利相害の相互関係で、稚ザリガニや稚魚は、互いの成体に対し捕食される関係で、生息水域や食性が同じため、直接・間接的な利害関係を有する。日本においてアメリカザリガニの生息環境の印象から、ザリガニはあまり綺麗ではない水域でも生息する、と考えられがちだが、清流や清浄な水域でなければ生息できない種も多い。そもそも、アメリカザリガニであっても、あまりにも汚れた水域では死滅する。高温低温にも弱い。

## 分類

### 上科・科・属
2上科4科34属に分類される。うち現生は2上科3科30属。化石（現生するものを除く、以下同様）4属。
- ザリガニ上科 Astacoidea - 現生428種・化石9種。
  - ザリガニ科 Astacidae - 現生11種・化石6種。
    - Astacus アスタクス属 - 現生3種・化石4種。
    - Austropotamobius - 現生3種・化石1種。
    - Pacifastacus ウチダザリガニ属 - 現生5種・化石1種。

  - アメリカザリガニ科 Cambaridae - 現生417種・化石2種。
    - Barbicambarus - 現生1種。
    - Bouchardina - 現生1種。
    - Cambarellus - 現生17種。
    - Cambaroides アジアザリガニ属 - 現生7種。
    - Cambarus - 現生100種。
    - Distocambarus - 現生5種。
    - Fallicambarus - 現生18種。
    - Faxonella - 現生4種。
    - Hobbseus - 現生7種。
    - Orconectes - 現生91種。
    - Palaeocambarus † - 現生1種。
    - Procambarus アメリカザリガニ属 - 現生165種・化石1種。
    - Troglocambarus - 現生1種。

  - Cricoidoscelosidae † - 化石1種。
    - Cricoidoscelosus † - 化石1種。
- ミナミザリガニ上科 Parastacoidea - 現生164種・化石3種。
  - ミナミザリガニ科 Parastacidae - 現生164種・化石3種。
    - Astacopsis - 現生2種。
    - Astacoides - 現生7種。
    - Cherax ミナミザリガニ属 - 現生34種。
    - Engaeus - 現生35種。
    - Engaewa - 現生5種。
    - Euastacus - 現生49種。
    - Geocharax - 現生2種。
    - Gramastacus - 現生1種。
    - Lammuastacus † - 化石1種。
    - Ombrastacoides - 現生11種。
    - Palaeoechinastacus † - 化石1種。
    - Paranephrops - 現生2種・化石1種。
    - Parastacus - 現生8種。
    - Samastacus - 現生1種。
    - Spinastacoides - 現生3種。
    - Tenuibranchiurus - 現生1種。
    - Virilastacus - 現生3種。

ただしアメリカザリガニ科は単系統ではなく、アジアザリガニ属がこの科の残りと別系統で、ザリガニ上科の中で最初に分岐したか 、ザリガニ科の方に近縁である。

### 代表種

#### ザリガニ科
ヨーロッパほぼ全域（イギリス、スカンディナヴィア半島を除く）、トルコ、北アメリカ西部。アスタクス属はザリガニペストの流行により数が激減している。
- ヨーロッパザリガニ（ノーブルクレイフィッシュ）Astacus astacus - ヨーロッパで最も普通。
- トルコザリガニ（ドナウザリガニ） Astacus leptodactylus
- ホワイトフットクレイフィッシュ Austropotamobius pallipes (white-clawed crayfish)
- ストーンクレイフィッシュ Austropotamobius torrentium
- ウチダザリガニ（シグナルザリガニ） Pacifastacus leniusculus

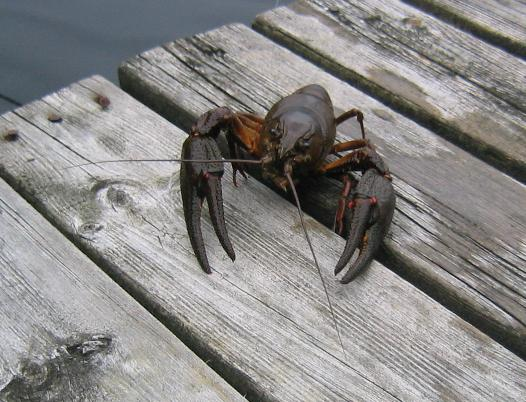
ヨーロッパザリガニ
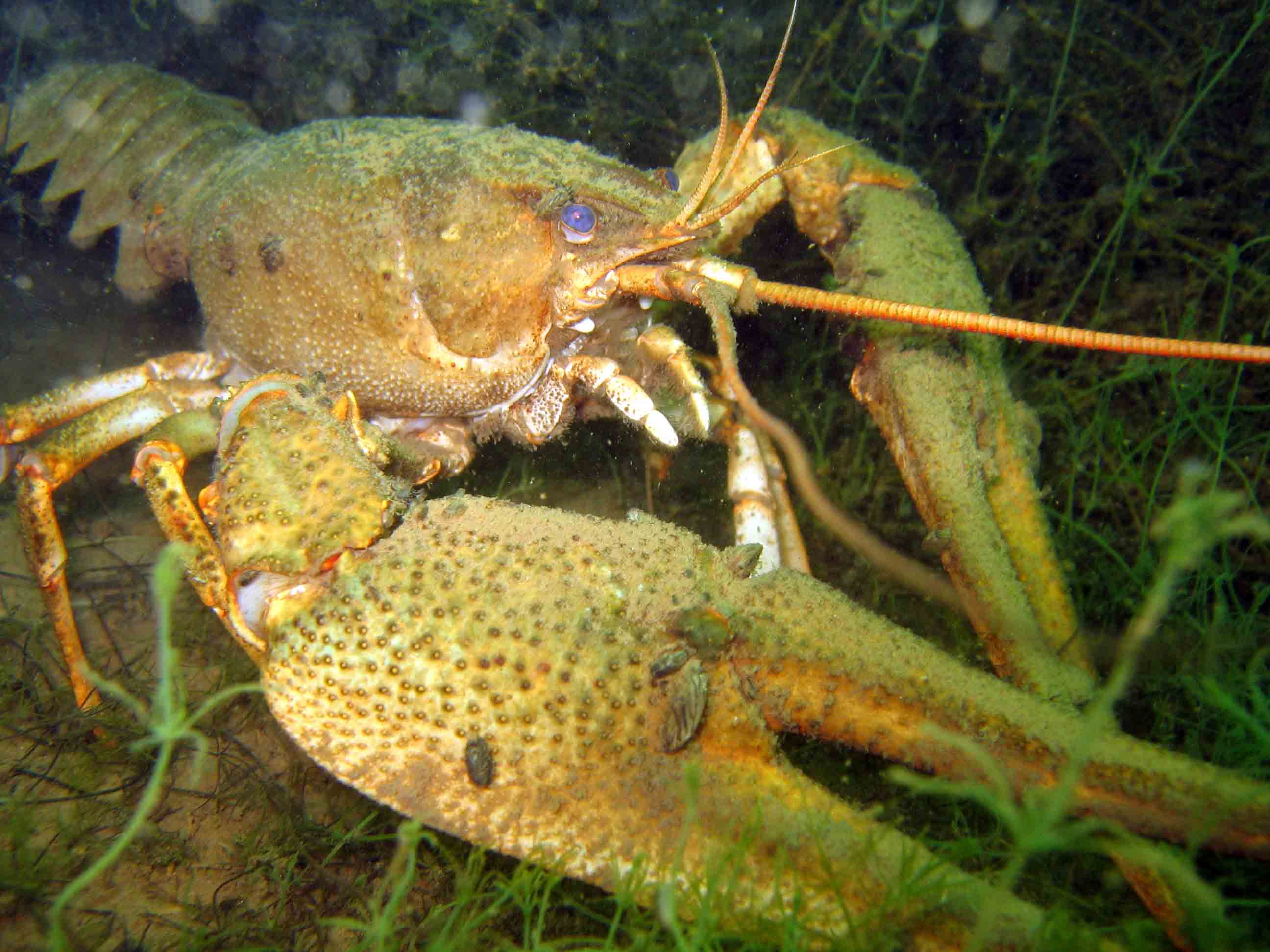
ドナウザリガニ
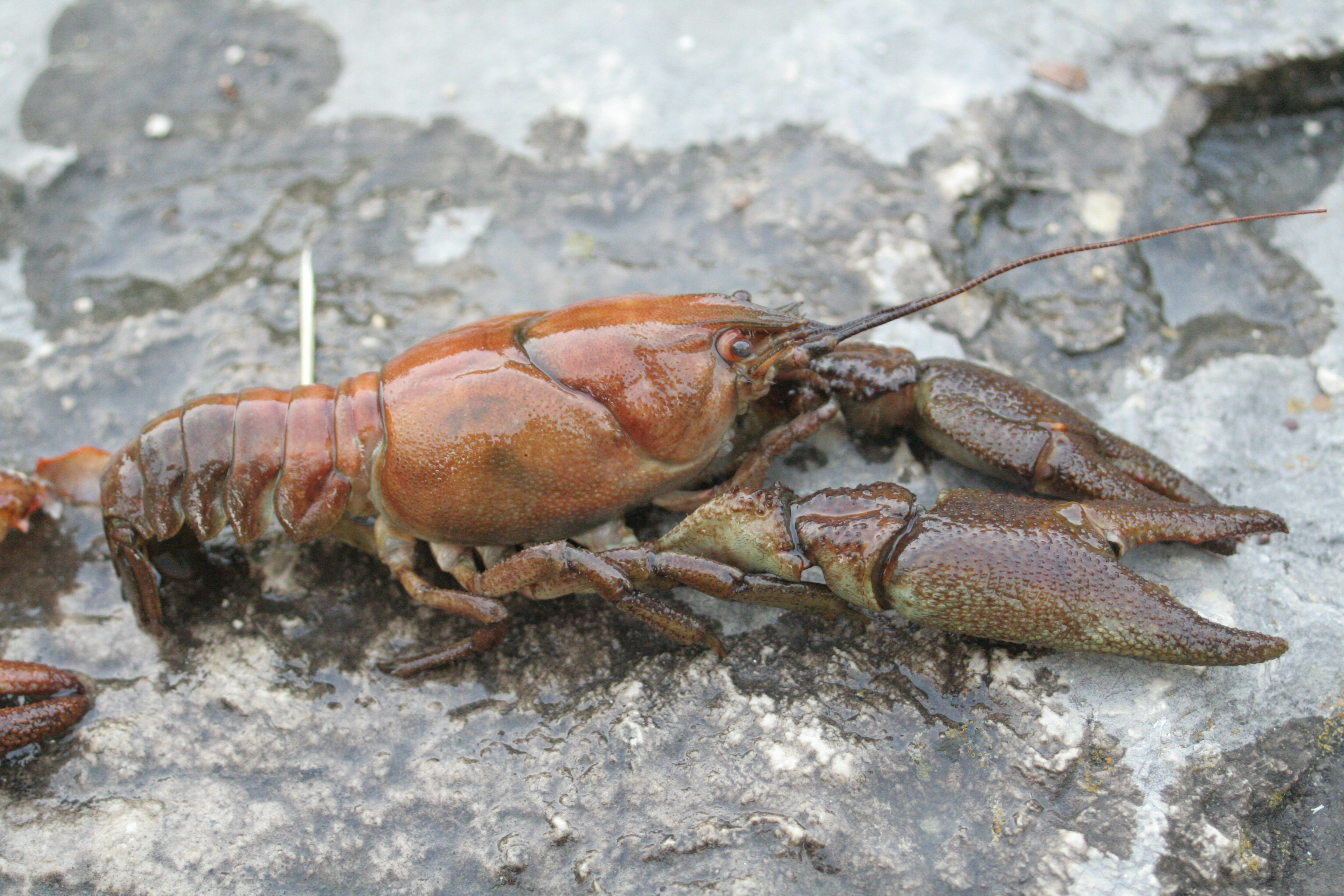
ホワイトフットクレイフィッシュ
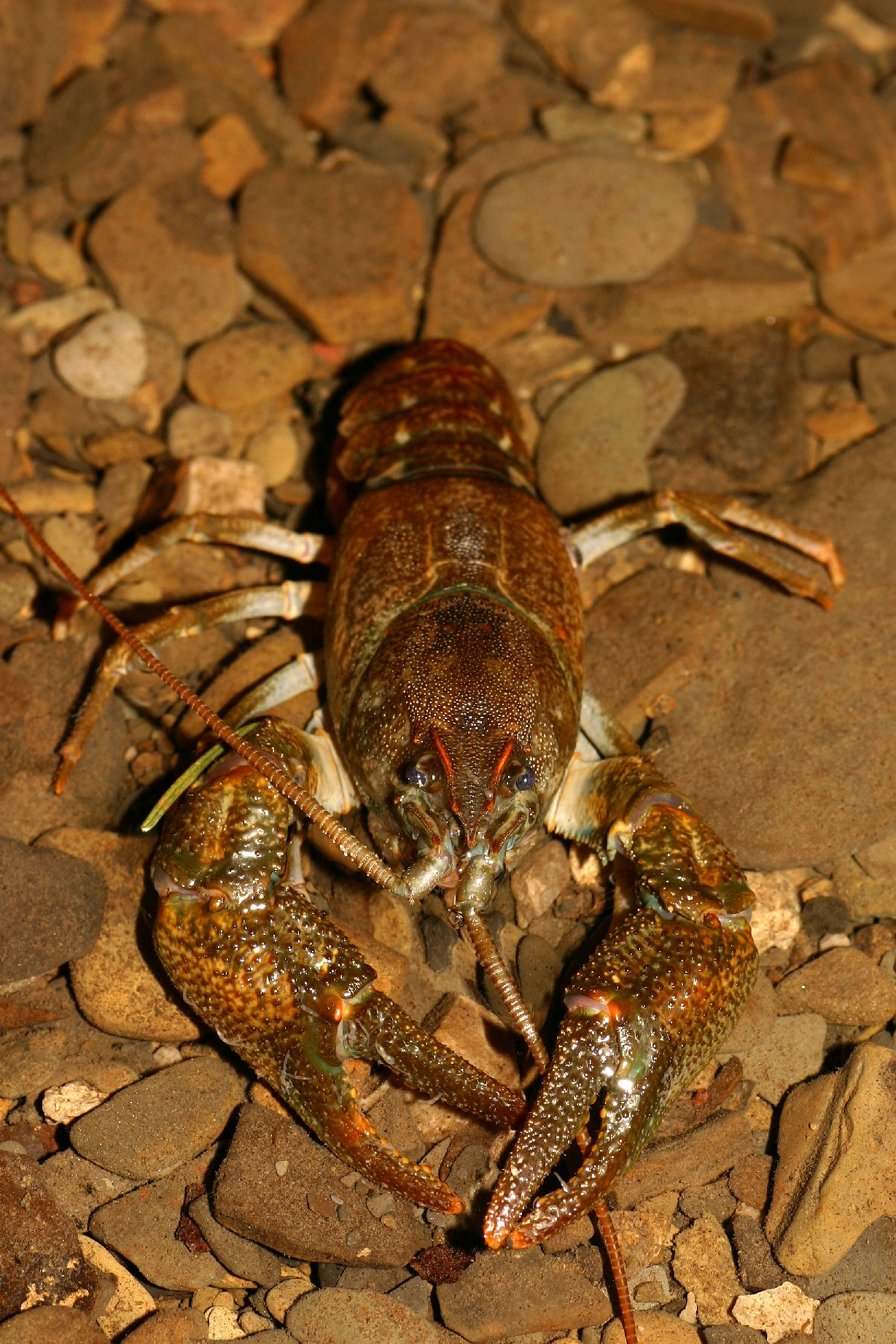
ストーンクレイフィッシュ
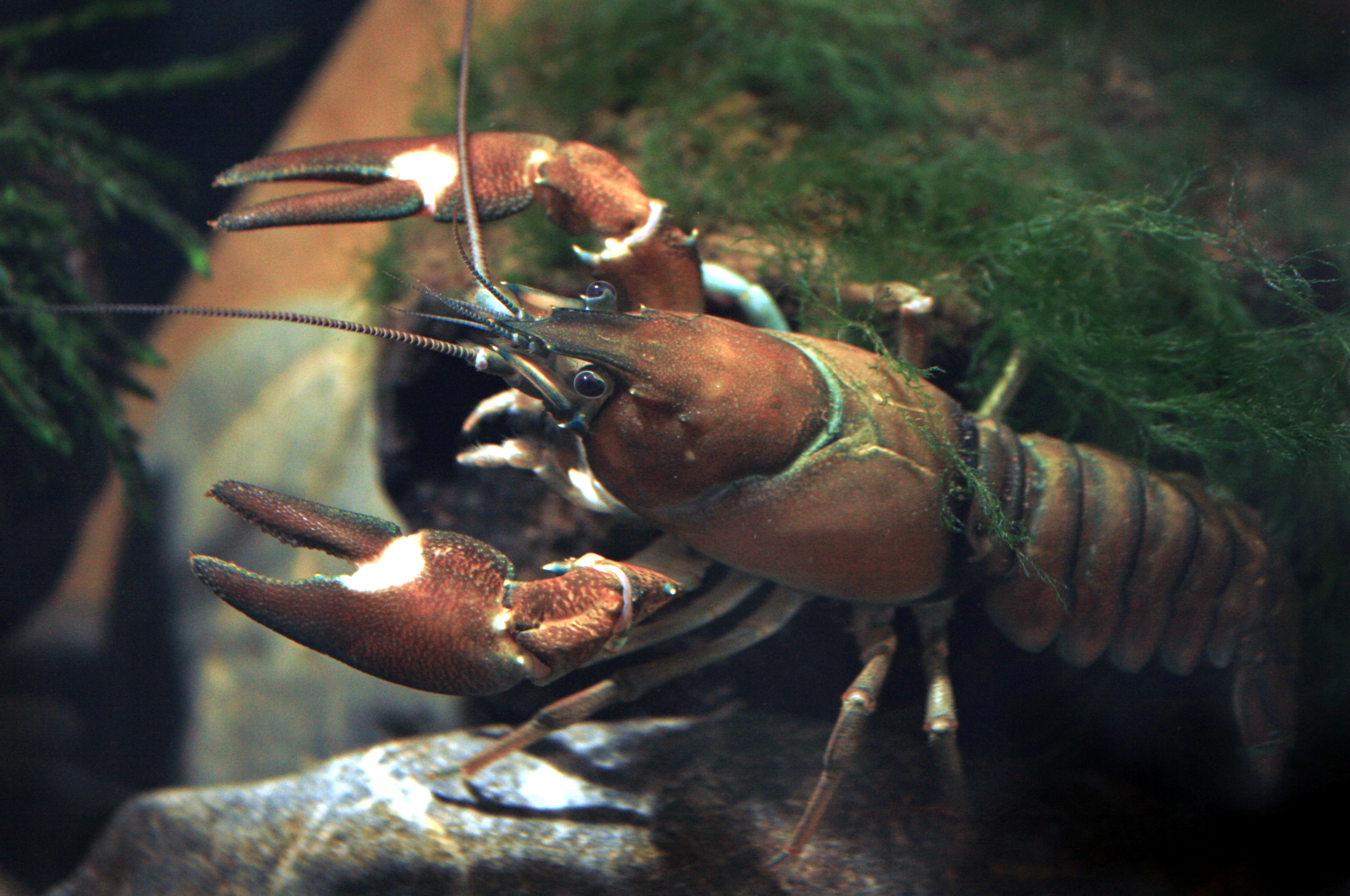
シグナルザリガニ

#### アメリカザリガニ科
北米東部・中部・中米。例外的に、アジアザリガニ属は日本、朝鮮半島、北東アジア。
- ニホンザリガニ Cambaroides japonicus
- チョウセンザリガニ Cambaroides similis - 朝鮮半島。
- マンシュウザリガニ Cambaroides dauricus
- ラスティークレイフィッシュ Orconectes rusticus
- フロリダザリガニ Procambarus alleni
- アメリカザリガニ Procambarus clarkii
- ラマシーザリガニ Procambarus llamasi
- カテマコザリガニ Procambarus catemacoensis

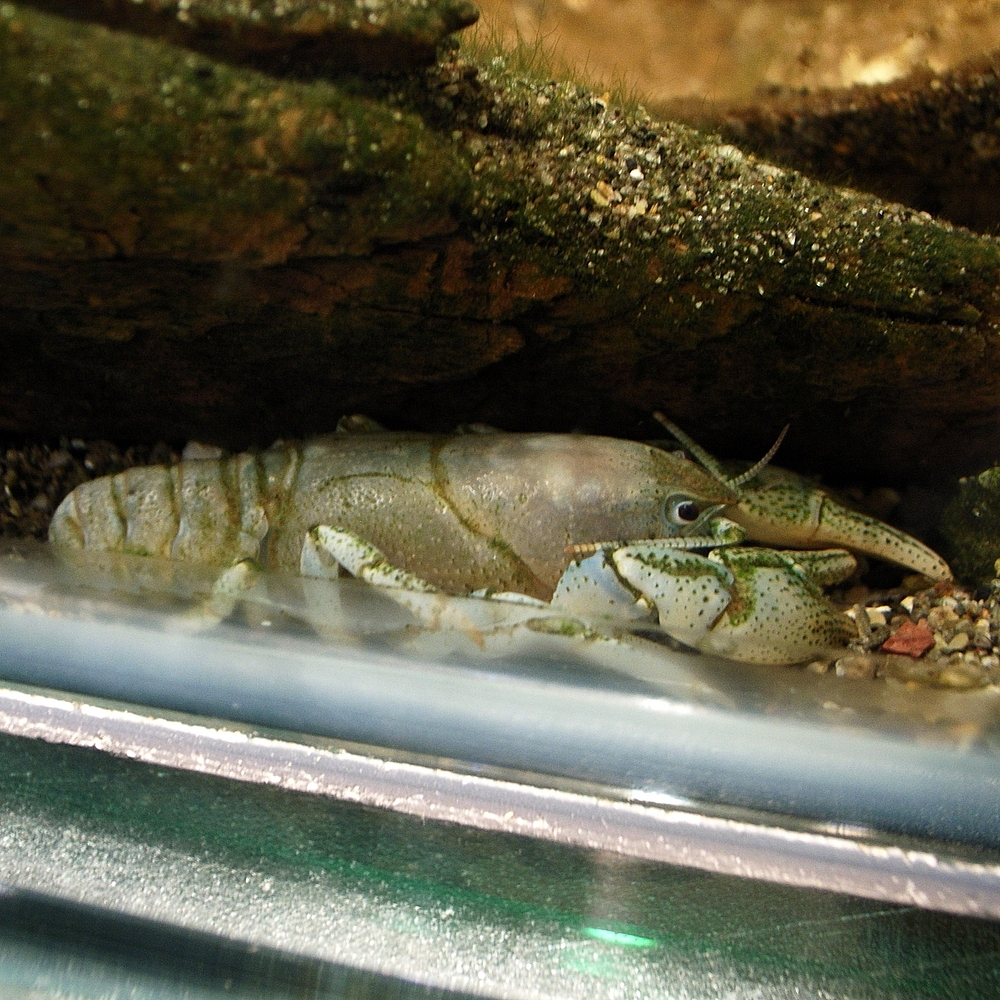
日本唯一の原産種、ザリガニ（ニホンザリガニ）
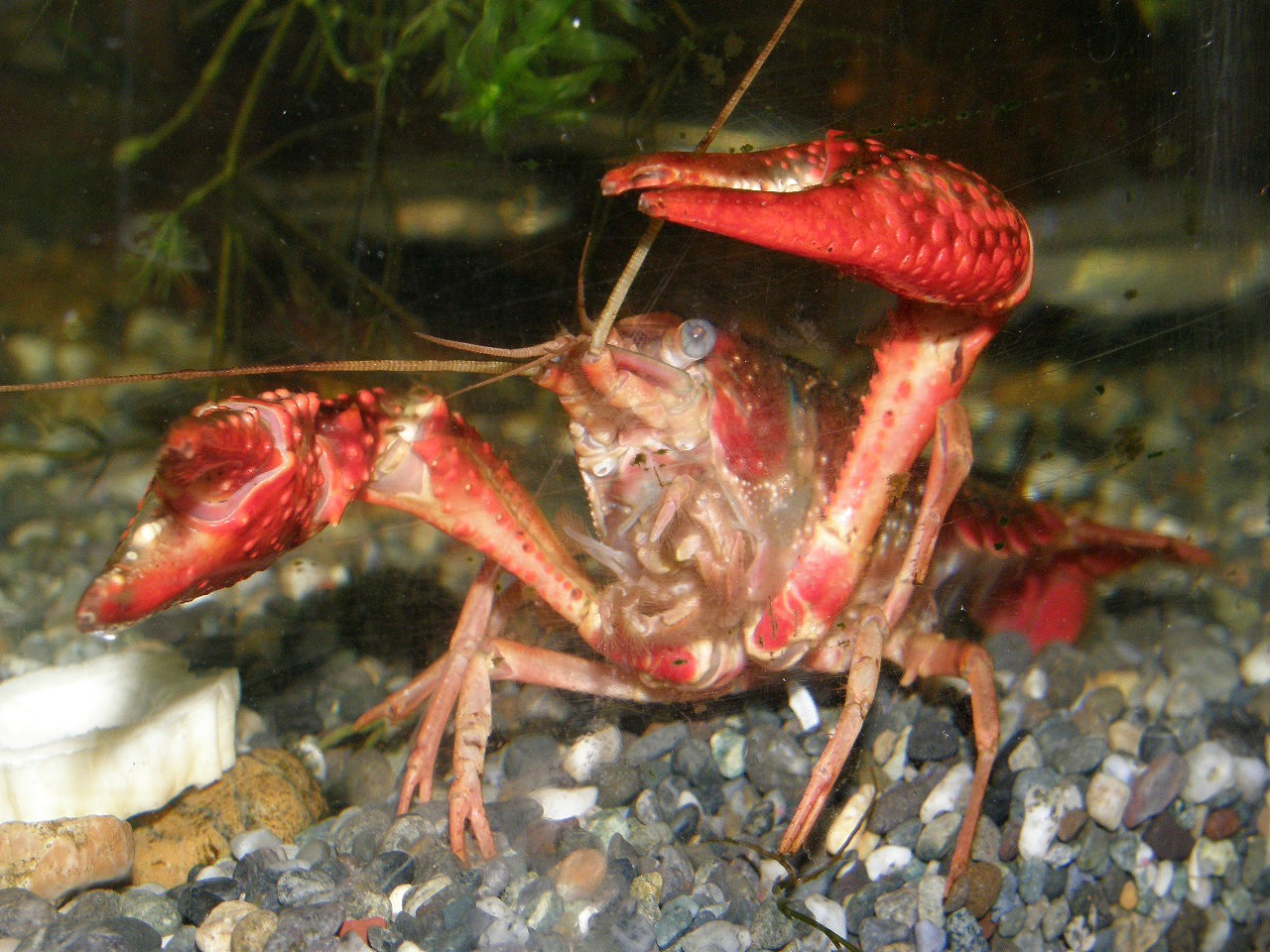
威嚇するアメリカザリガニ
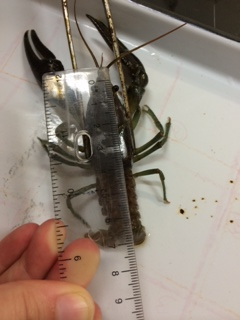
計測されるラスティークレイフィッシュ
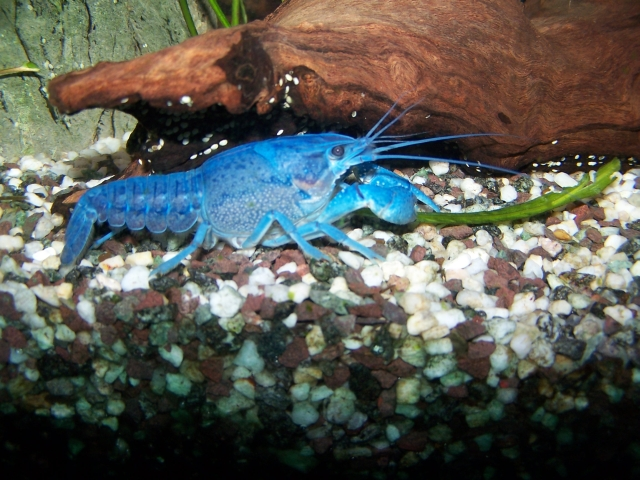
フロリダ州の青いザリガニ
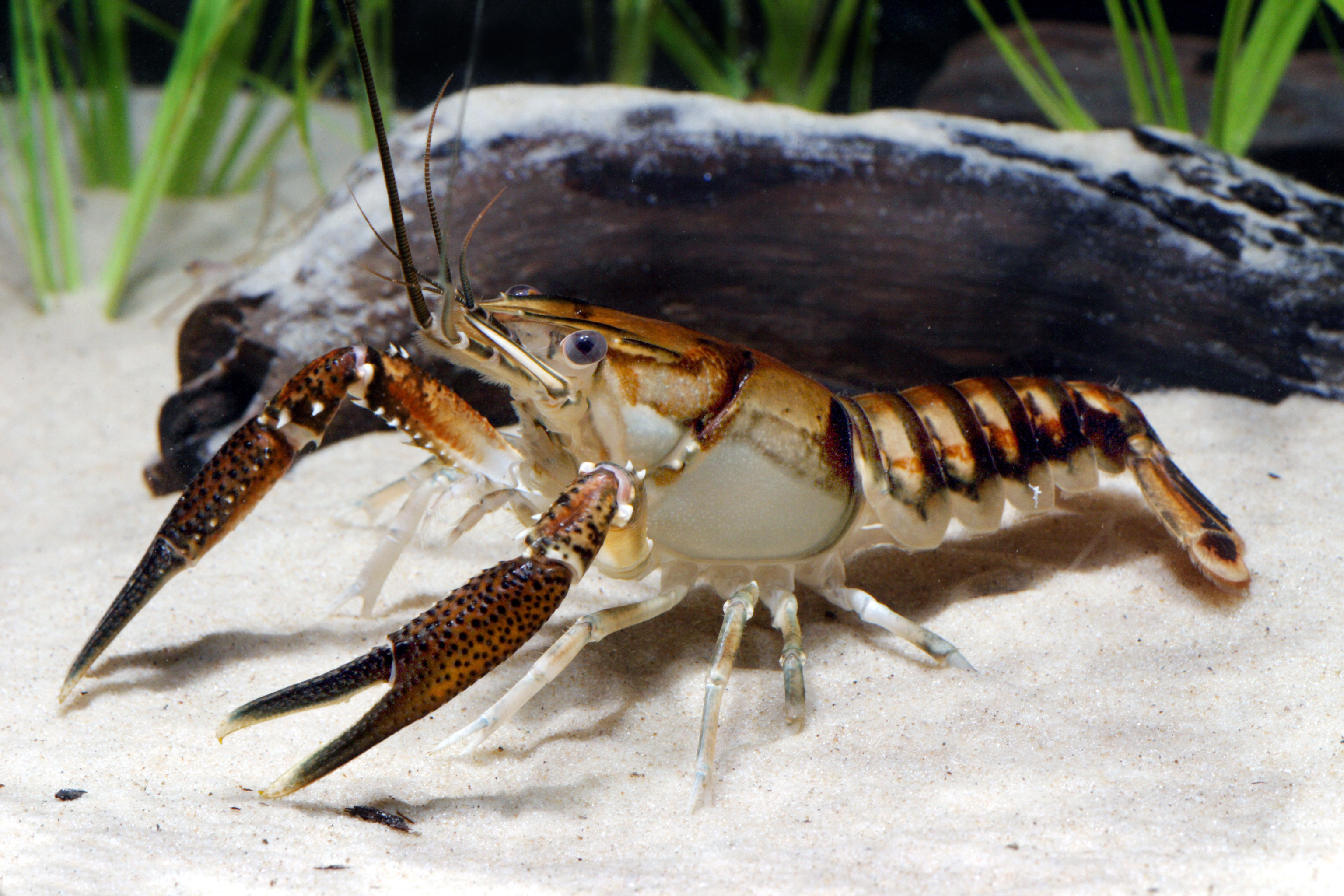
アラバマ州のProcambarus lagniappe
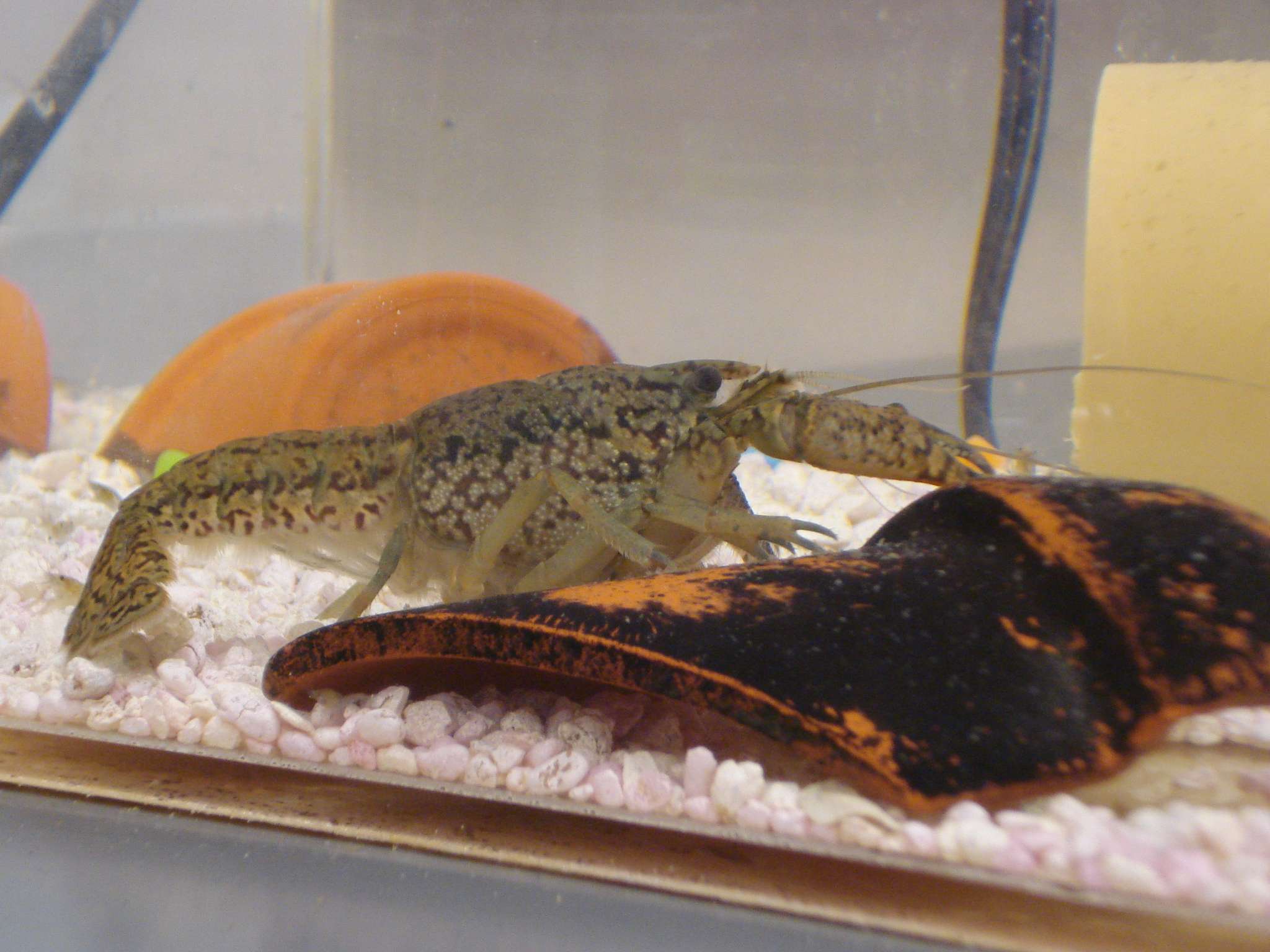
欧州などで増えている単為生殖の謎のザリガニ「マーブルクレイフィッシュ」。北米のProcambarus fallaxの亜種とも言われる。
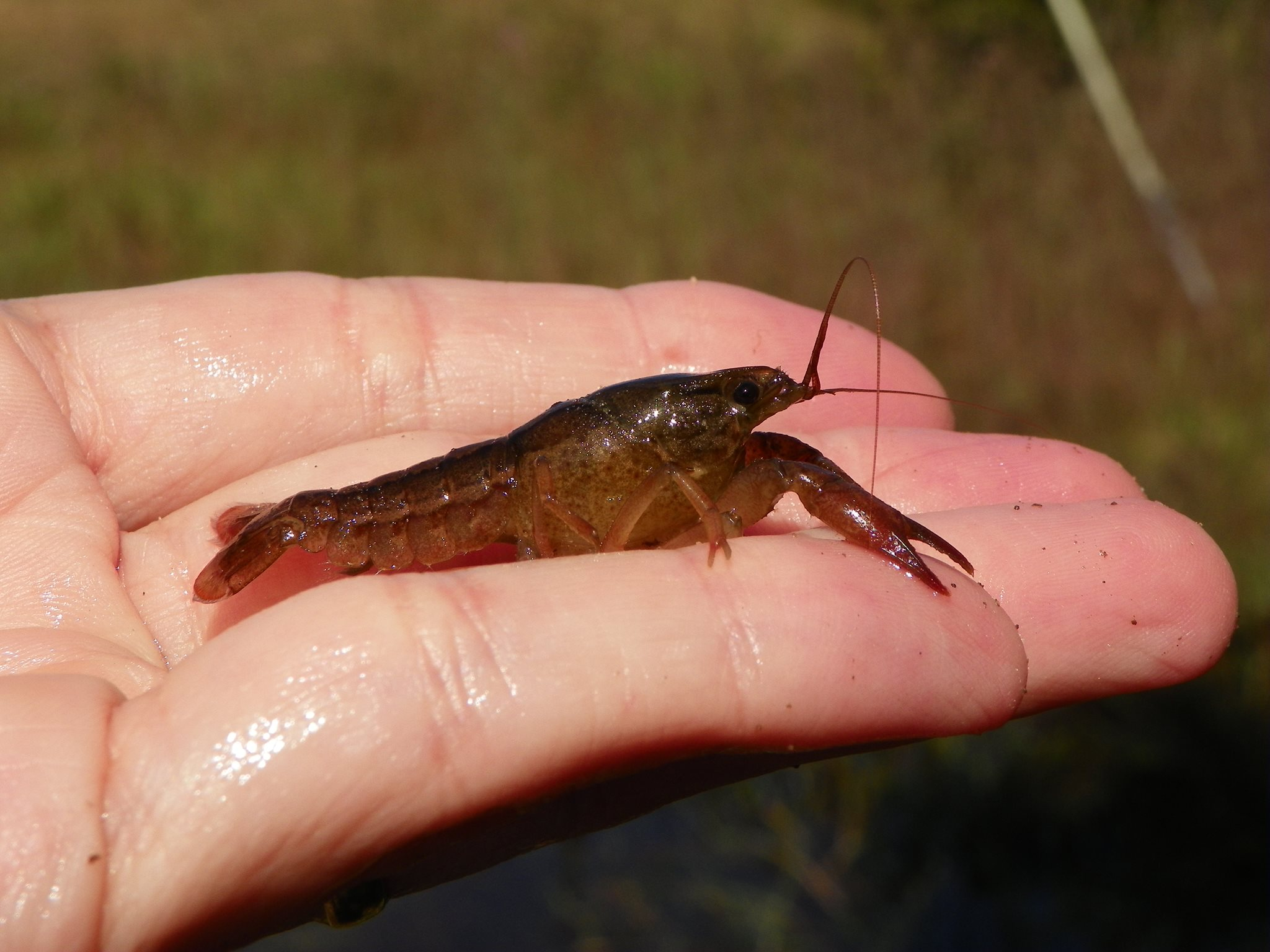
パナマシティザリガニ。フロリダ州パナマシティ周辺でしか見つかっていない。

#### ミナミザリガニ科
オーストラリア、オセアニア、南アメリカ南部、マダガスカル。コモンヤビーは新しい生息地のために60キロメートルの陸路を移動した記録がある。
- コモンヤビー Cherax destructor
- クーナック Cherax preissii
- レッドクロウ Cherax quadricarinatus
- ジルギー Cherax quinquecarinatus
- マロン Cherax tenuimanus, Cherax cainii
- タスマニアオオザリガニ Astacoipsis gouldi - 淡水産の甲殻類としては世界最大種。

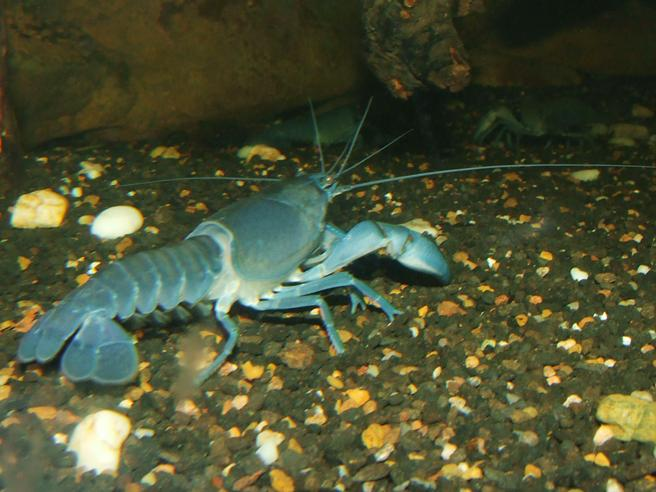
オーストラリアで一般的な「コモン（一般的な）ヤビー」。色は生息地毎に様々である。
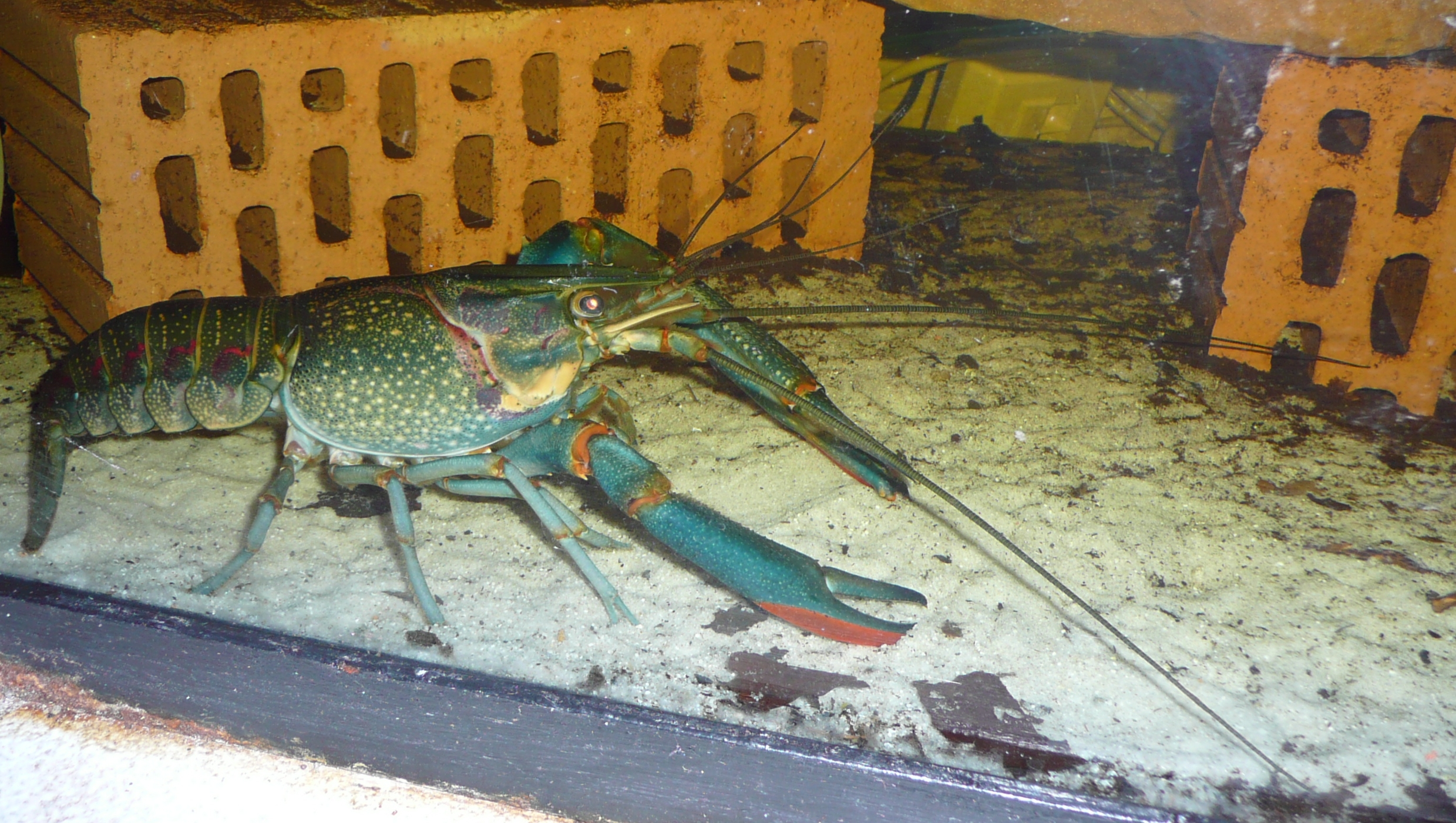
オーストラリアンレッドクロウ
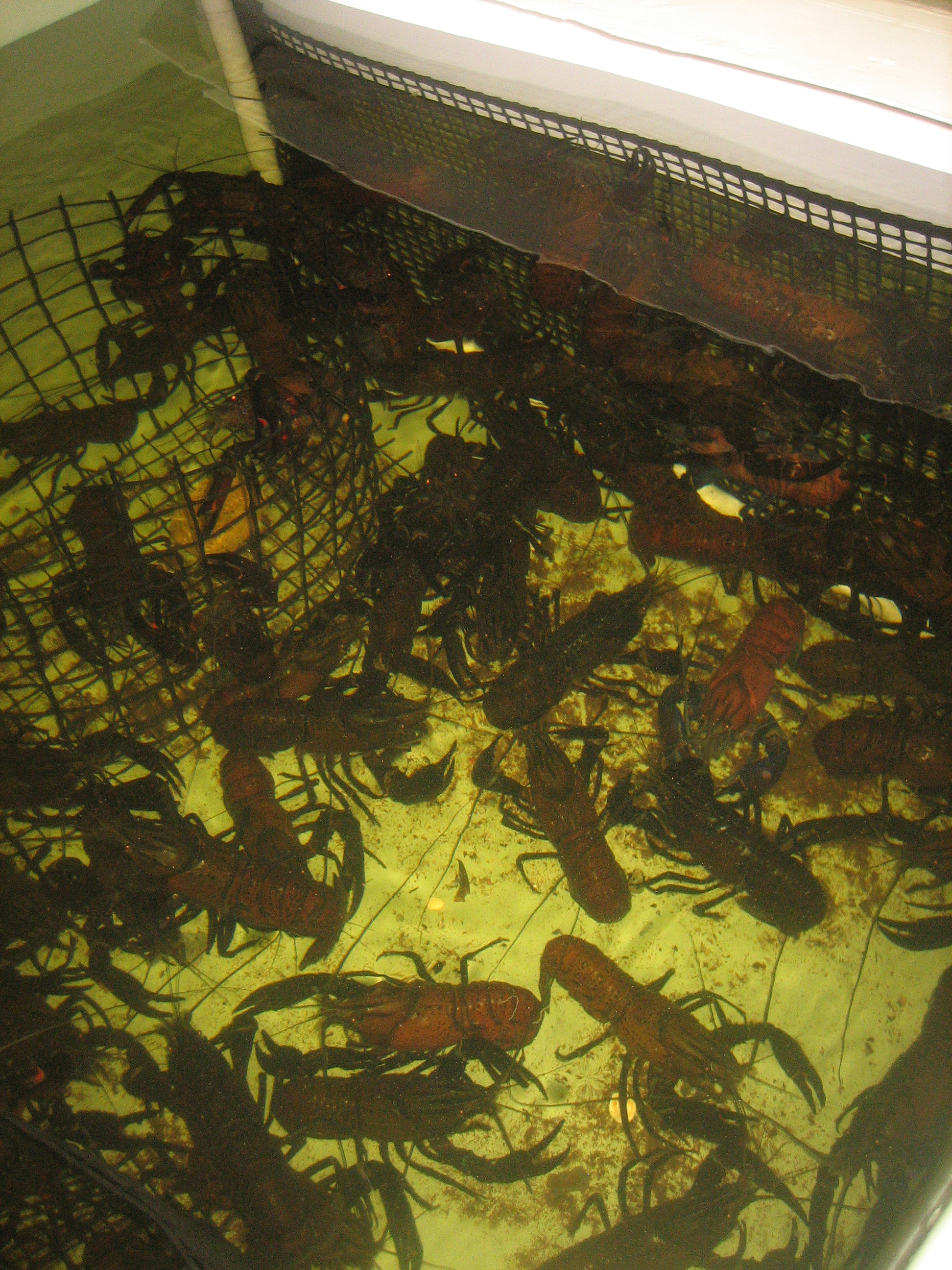
食用のブラウンマロン
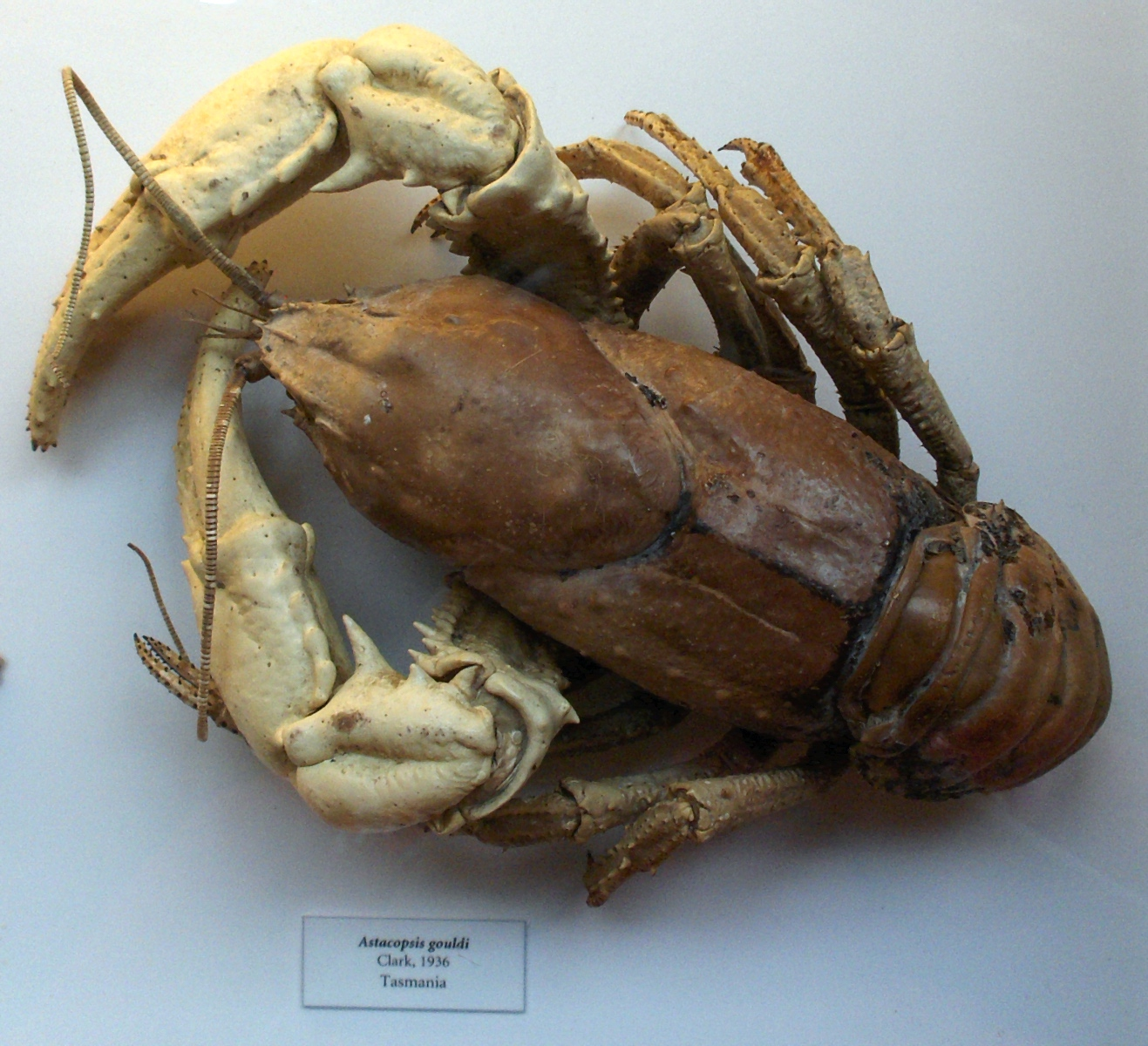
タスマニアオオザリガニ。公式記録で4kgを超える、とされている。
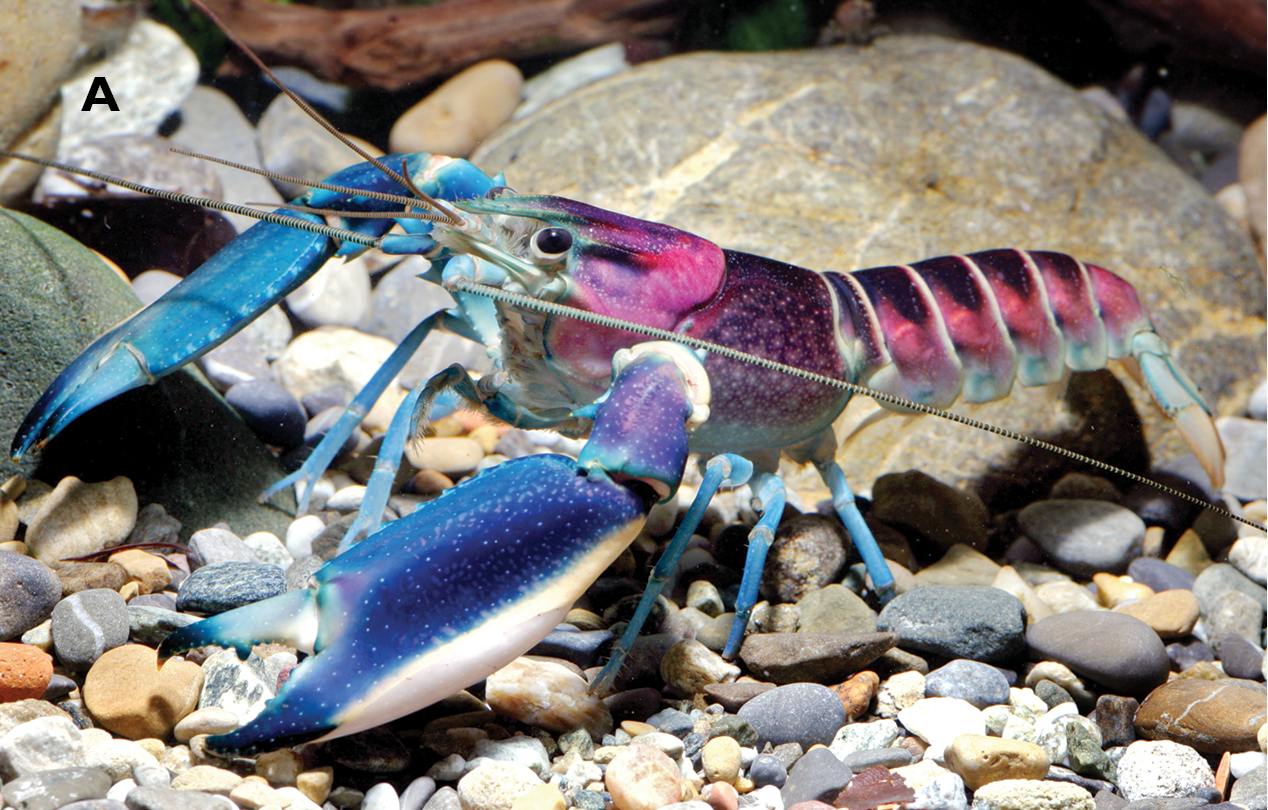
インドネシアのイリアンジャヤに住むCherax pulcher
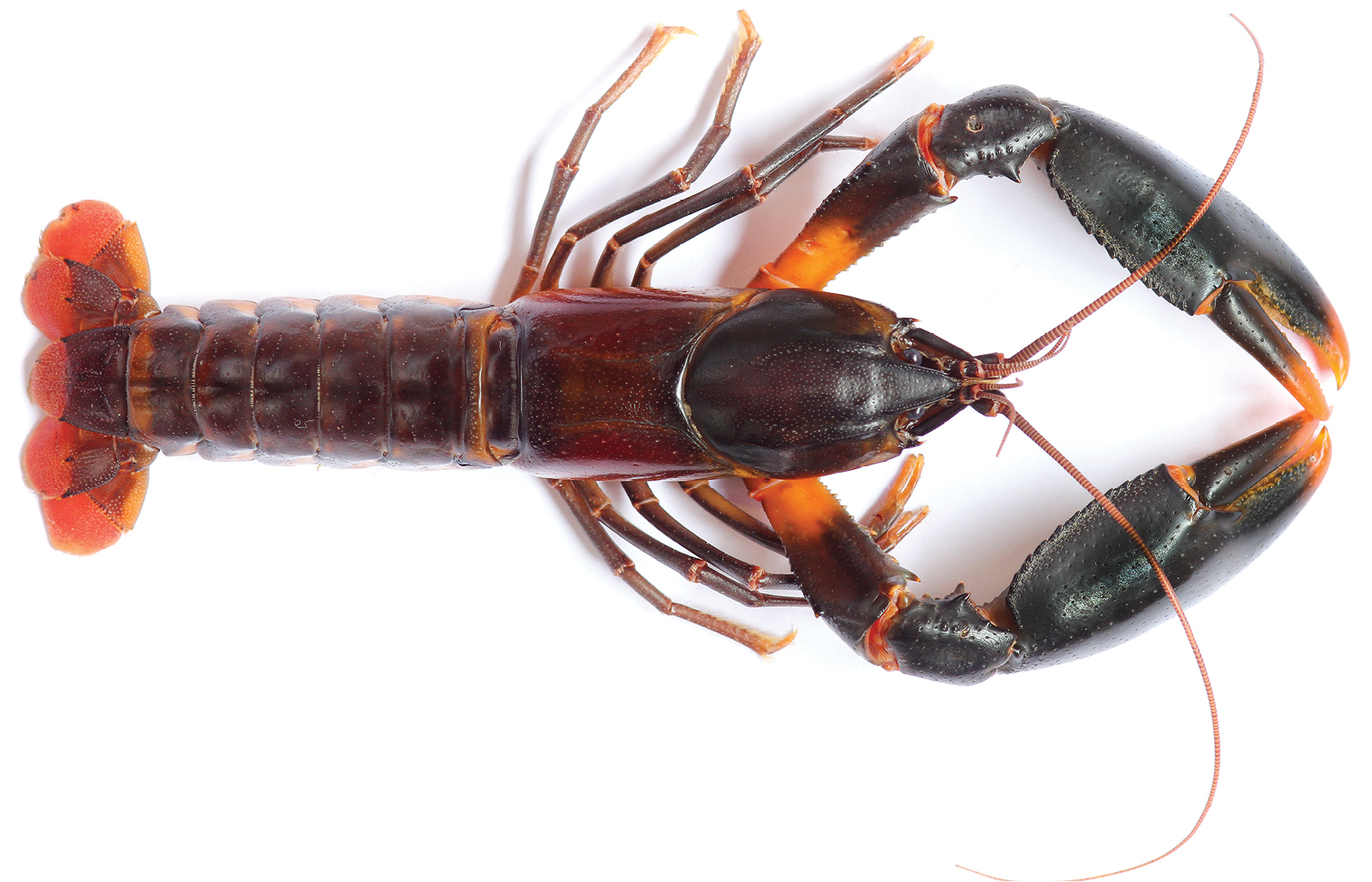
インドネシア西パプア州のオレンジ色の爪先を持つCherax snowden。エドワード・スノーデンの名を取って命名された。

### 日本産種
日本では、北日本の固有種であるアメリカザリガニ科の Cambaroides japonicus (De Haan, 1841) が唯一の在来種である。これに「ザリガニ」の標準和名が充てられ、これを狭義のザリガニとして扱う。
20世紀初期にアメリカ合衆国からアメリカザリガニ科のアメリカザリガニ、ザリガニ科のウチダザリガニ（シグナルザリガニ）（異名にタンカイザリガニ）の2種が移入され、20世紀後半以降はこの中の1種アメリカザリガニ Procambarus clarkii が日本全土に分布を広げた。そのため、21世紀初頭の段階では単に「ザリガニ」といえばアメリカザリガニを指すことが多い。日本固有種のザリガニは、他のザリガニ類と区別するために「ニホンザリガニ」「ヤマトザリガニ」とも呼ばれる。アメリカザリガニの幼少期の色は灰色から青っぽいのが普通であるが、大きくなるにつれ赤みを増す。このため幼少期のアメリカザリガニをニホンザリガニと間違うことがある。

## 人間との関わり

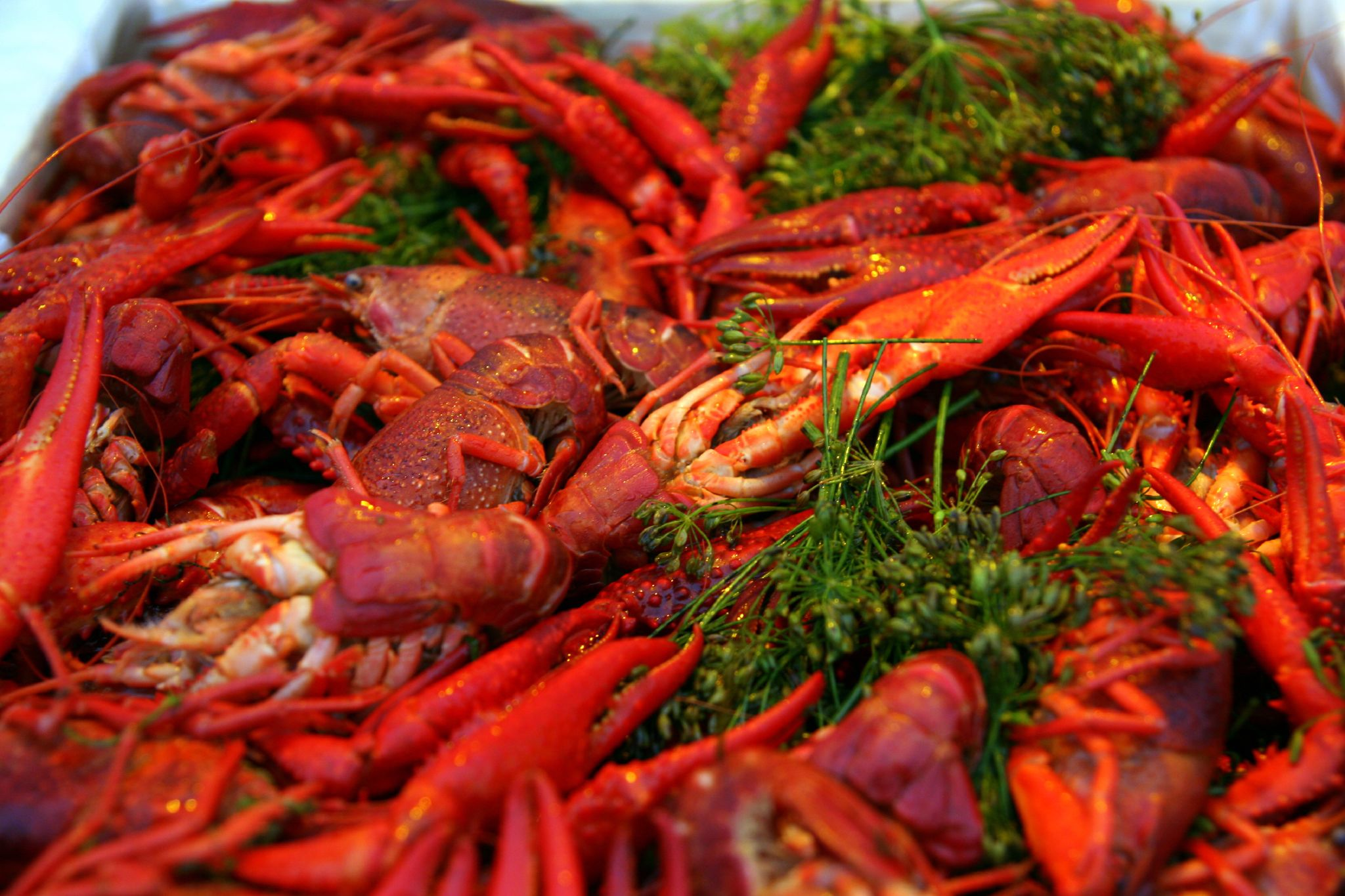
ザリガニ・パーティー。スウェーデン伝統風に香草のディルを使用

### 食材として
日本では一般的に食用とすることはないが、海外には食材として利用する国も存在する。中にはタラバガニに似た味で美味なものもあり、市場では同じ大きさのエビよりも高値で取引されるものもある。
しかし、ザリガニは種や生育した環境によって大きく味や食感が異なり、日本で一般的に見られるアメリカザリガニなどは可食部が少なく泥抜きや殻剥きなどで大変に手間がかかる割に、味はシャコから旨味を抜いたようなものがほとんどである。そのため他の伝統的な食用甲殻類の料理に慣れた日本人の嗜好にはあまり合わない。日本では、在来種を含めてザリガニ料理が古来より殆どないのはそのためである。また、在来種を脅かすほど増えすぎた場合は、外来種として捕獲後に肥料とされる例もある。日本では食材というより、ザリガニが脱皮の前後に体内につくる胃石「蜊蛄石」または「オクリカンキリ」が、薬として利用され、北海道や東北でニホンザリガニから採取し、特産物として、高値で取引されていた。
湖南省や湖北省の一部で細々と食べられていたが、スパイシーで濃い味付けが好まれる中国において2010年代前半から、アメリカザリガニの養殖場も多く作られ、需要に供給が追いつかないほど大変なブームとなった（が、中国でもどちらかと言うとジャンクフードのカテゴリーではある。2025年には供給過剰となりブームが下火となった。）。養殖が盛んな町のひとつである江蘇省淮安市盱眙県では、毎年夏に「国際ザリガニ祭（簡体字中国語: 中国国际龙虾节、繁体字中国語: 中國國際龍蝦節）」が開催されている。ただし、2009年には強酸性のさび取り剤で洗ったとの話から、ザリガニ洗剤事件として扱われ客足が遠のいたものの、産地の潜江市は見える化などの対策によって信頼を回復した。

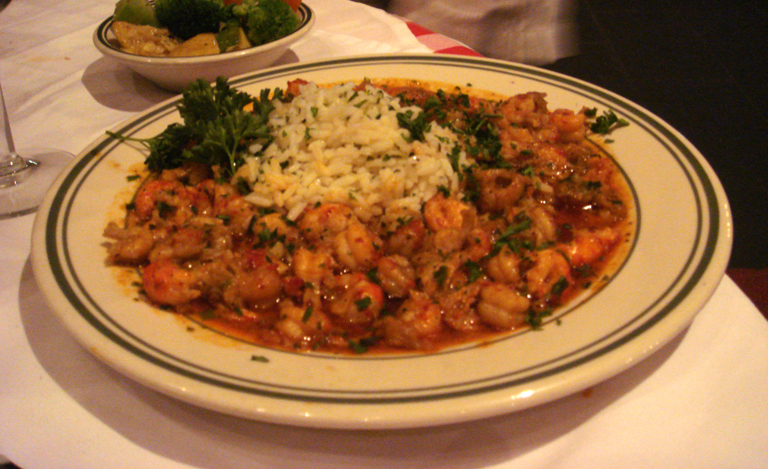
ザリガニエトゥフェ（ザリガニの煮込みシチュー）とライス
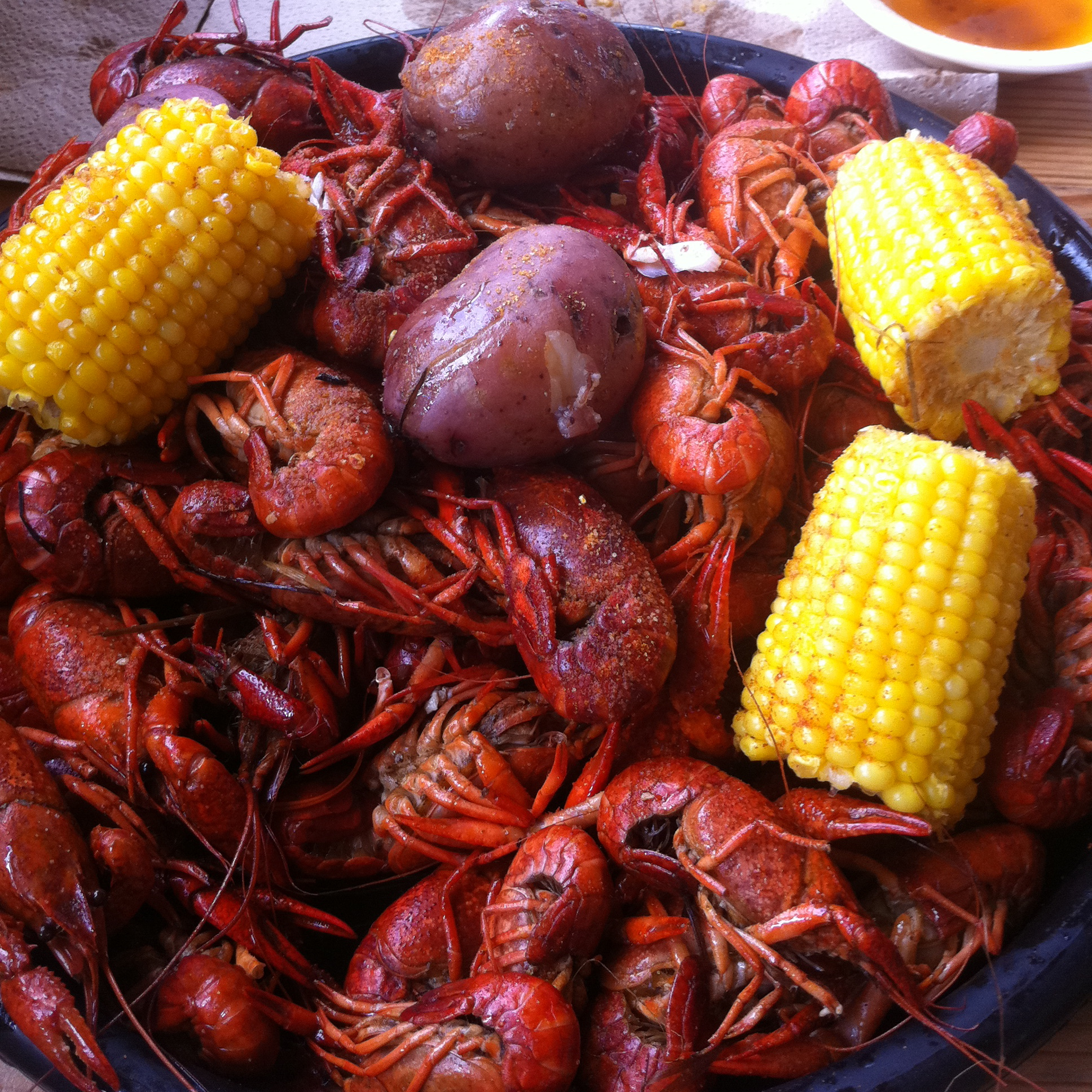
アメリカルイジアナ州の茹でザリガニ
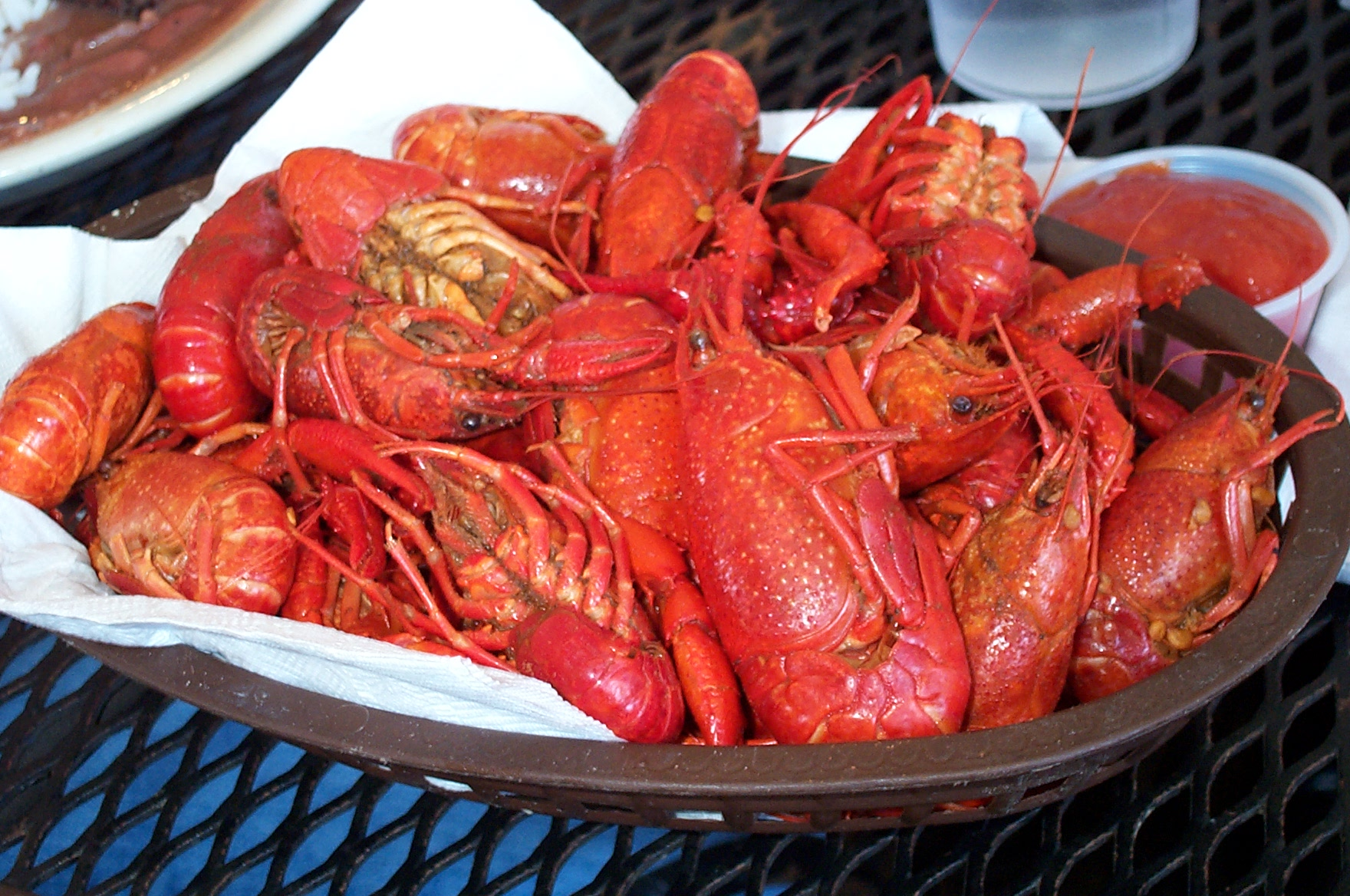
ルイジアナの茹でザリガニ
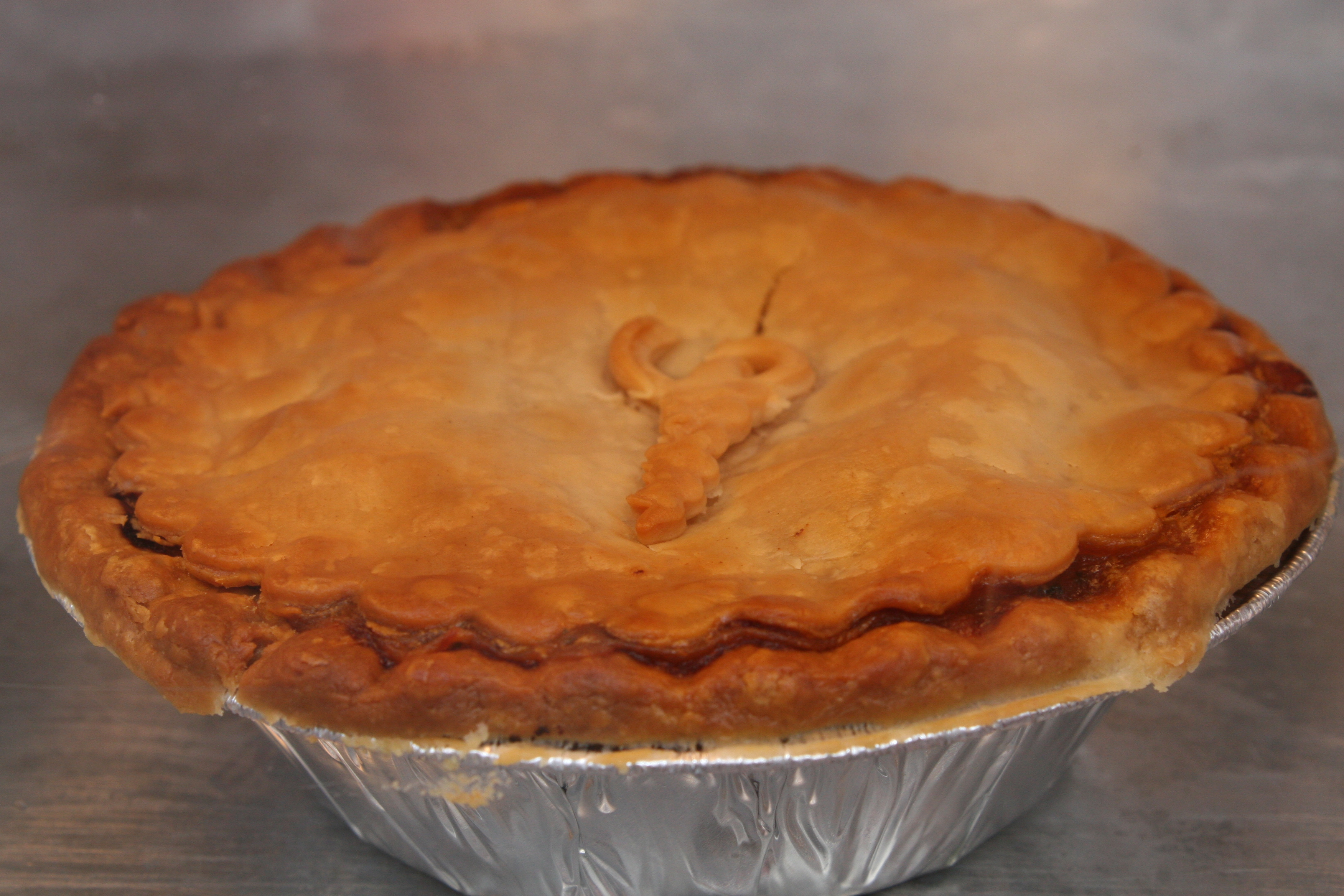
ザリガニパイ
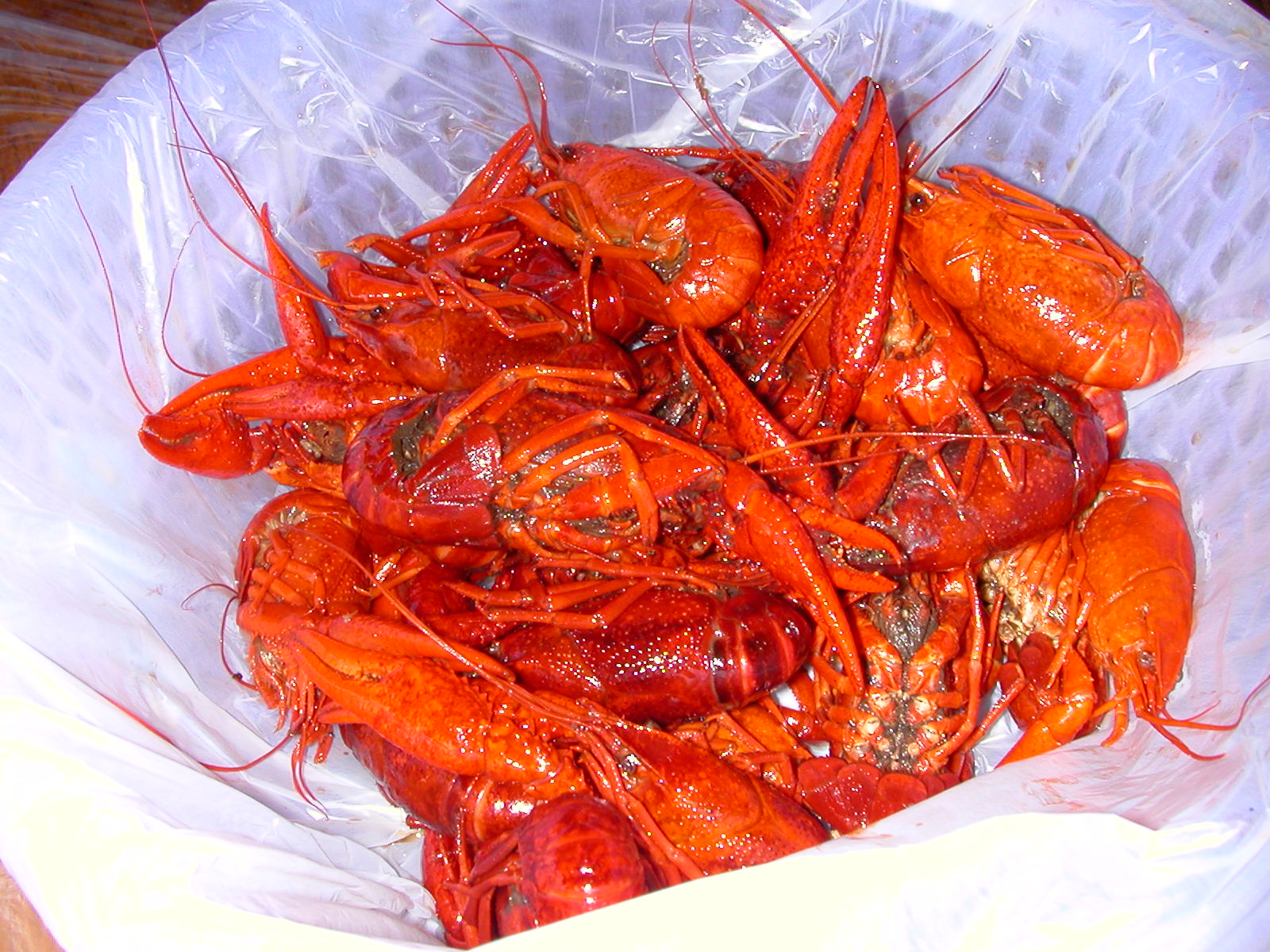
香辣龍蝦 中国上海のザリガニの辛味炒め。
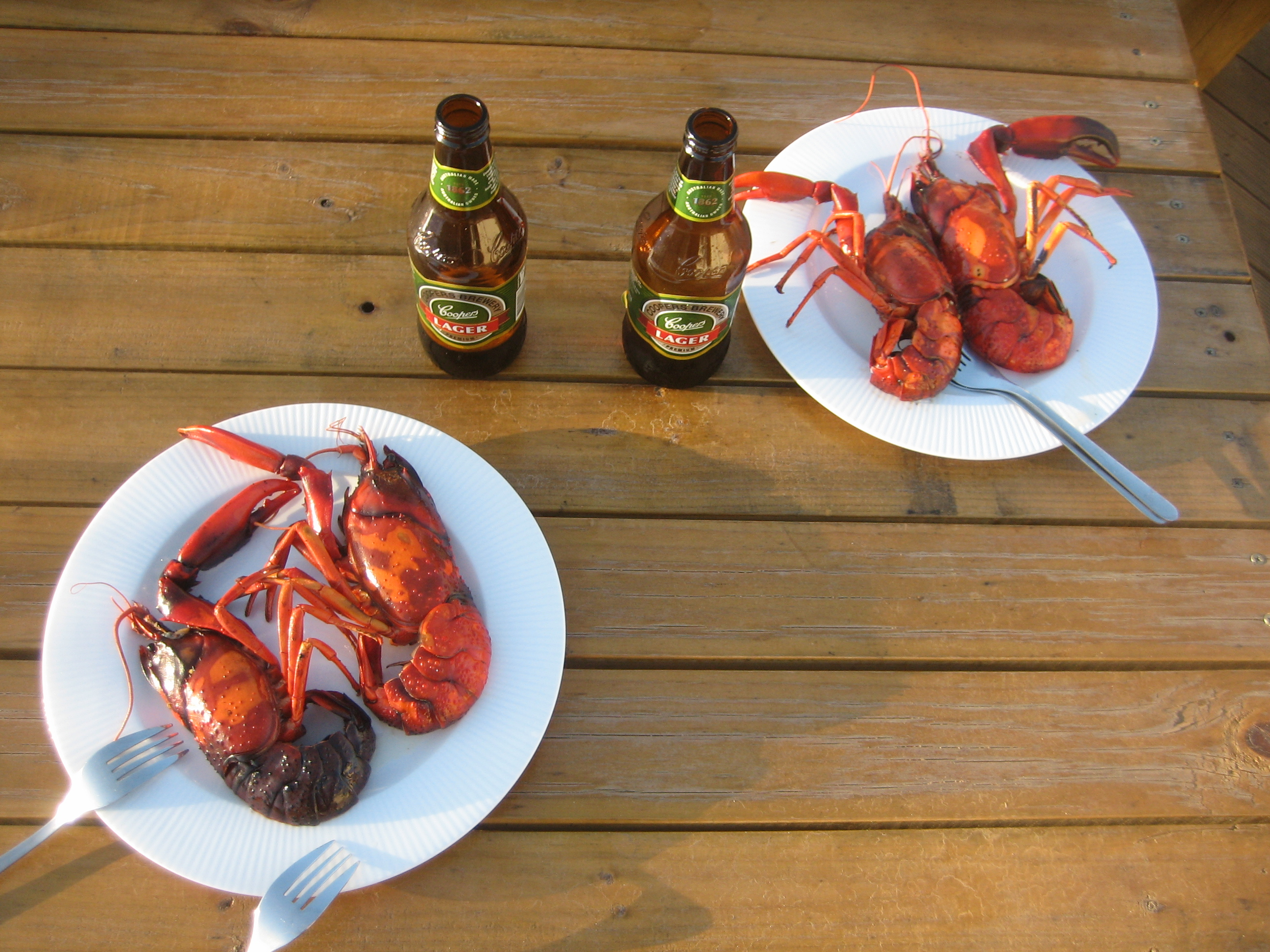
焼かれたマロン
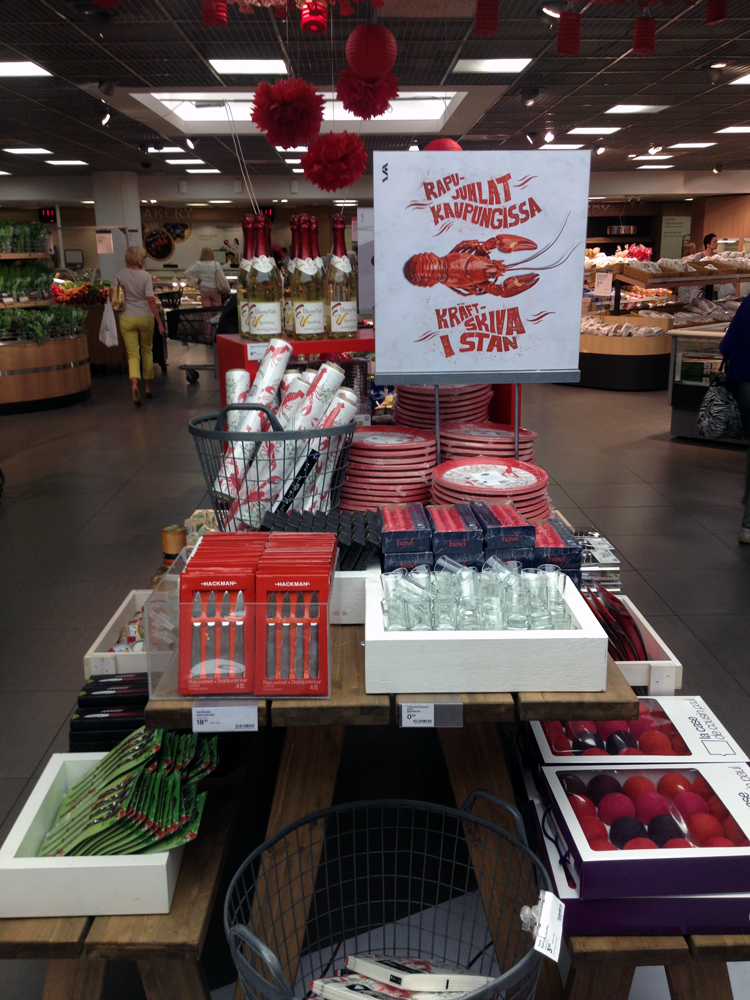
ストックホルムの小売店でのザリガニキャンペーン
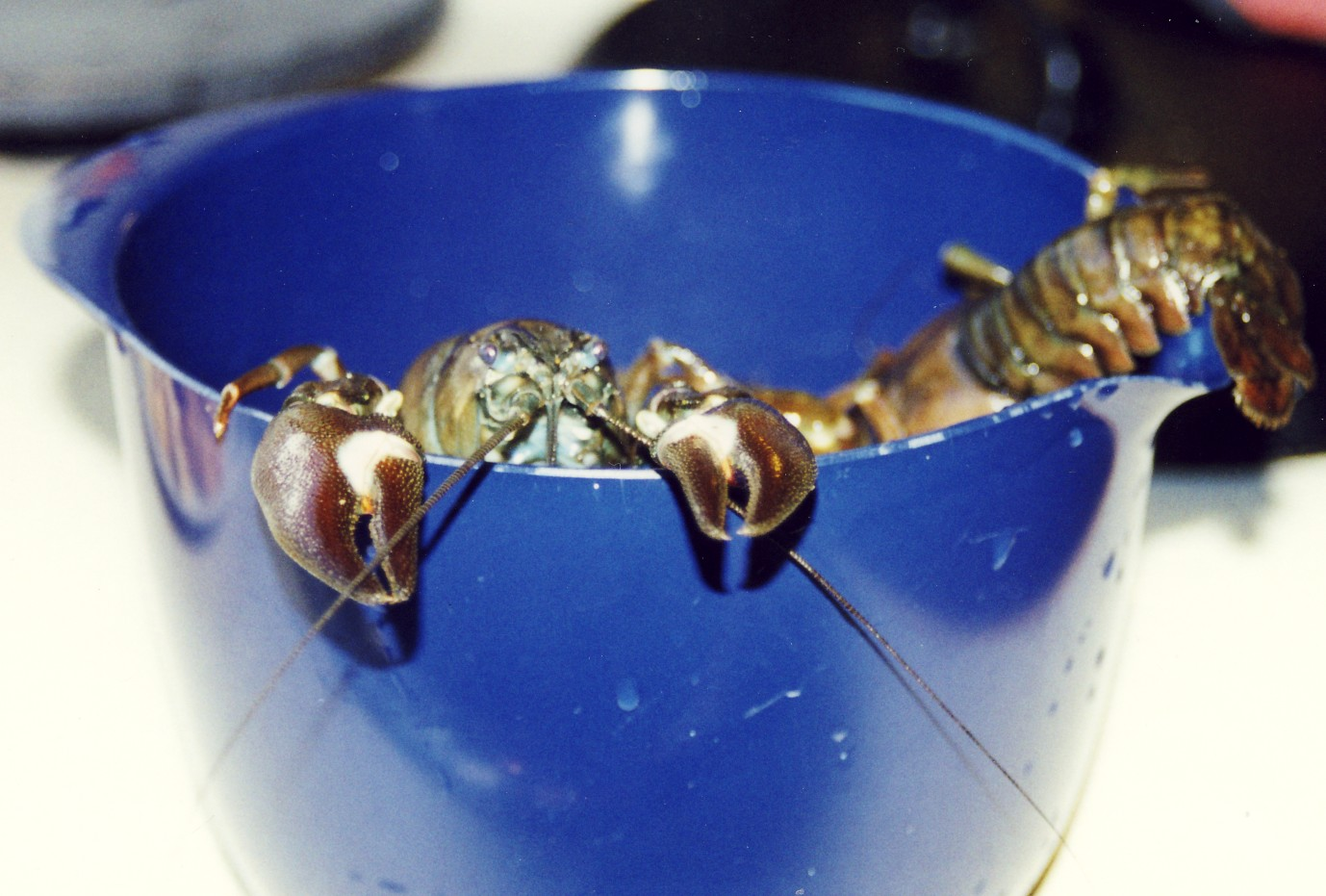
これから調理されるザリガニ
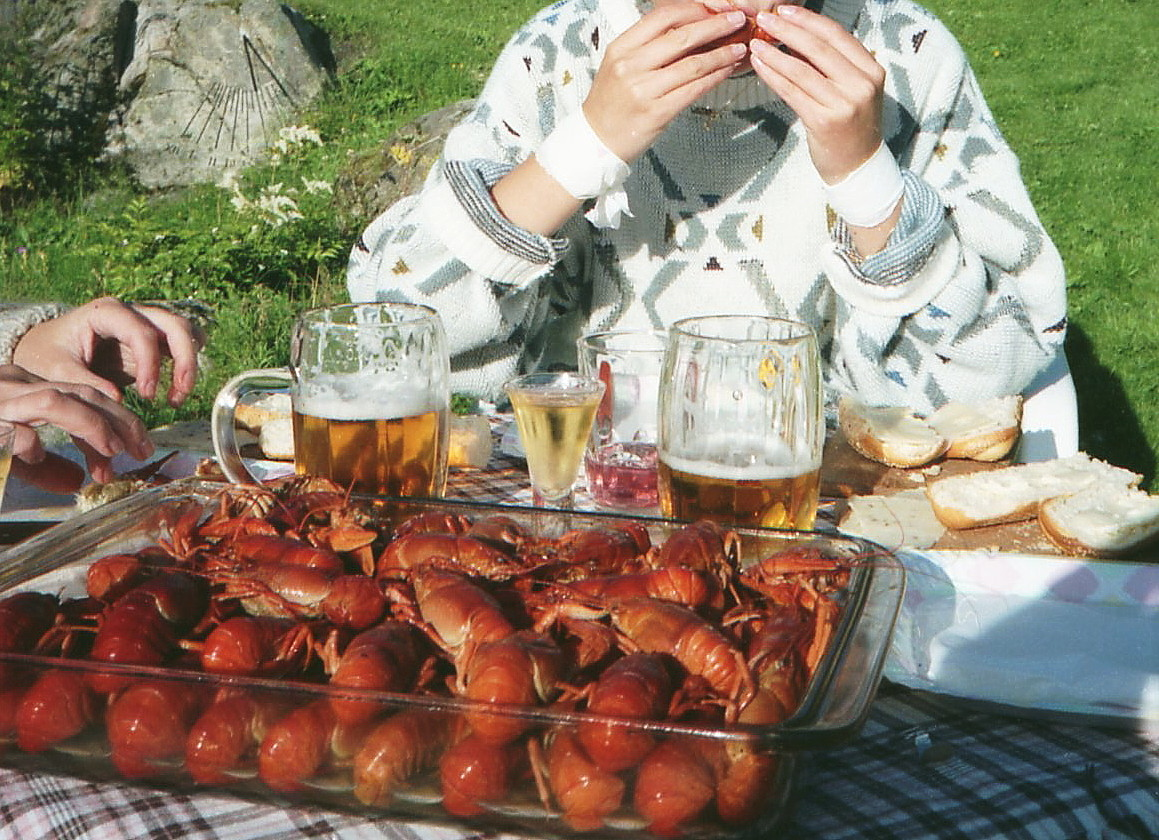
調理後のザリガニ
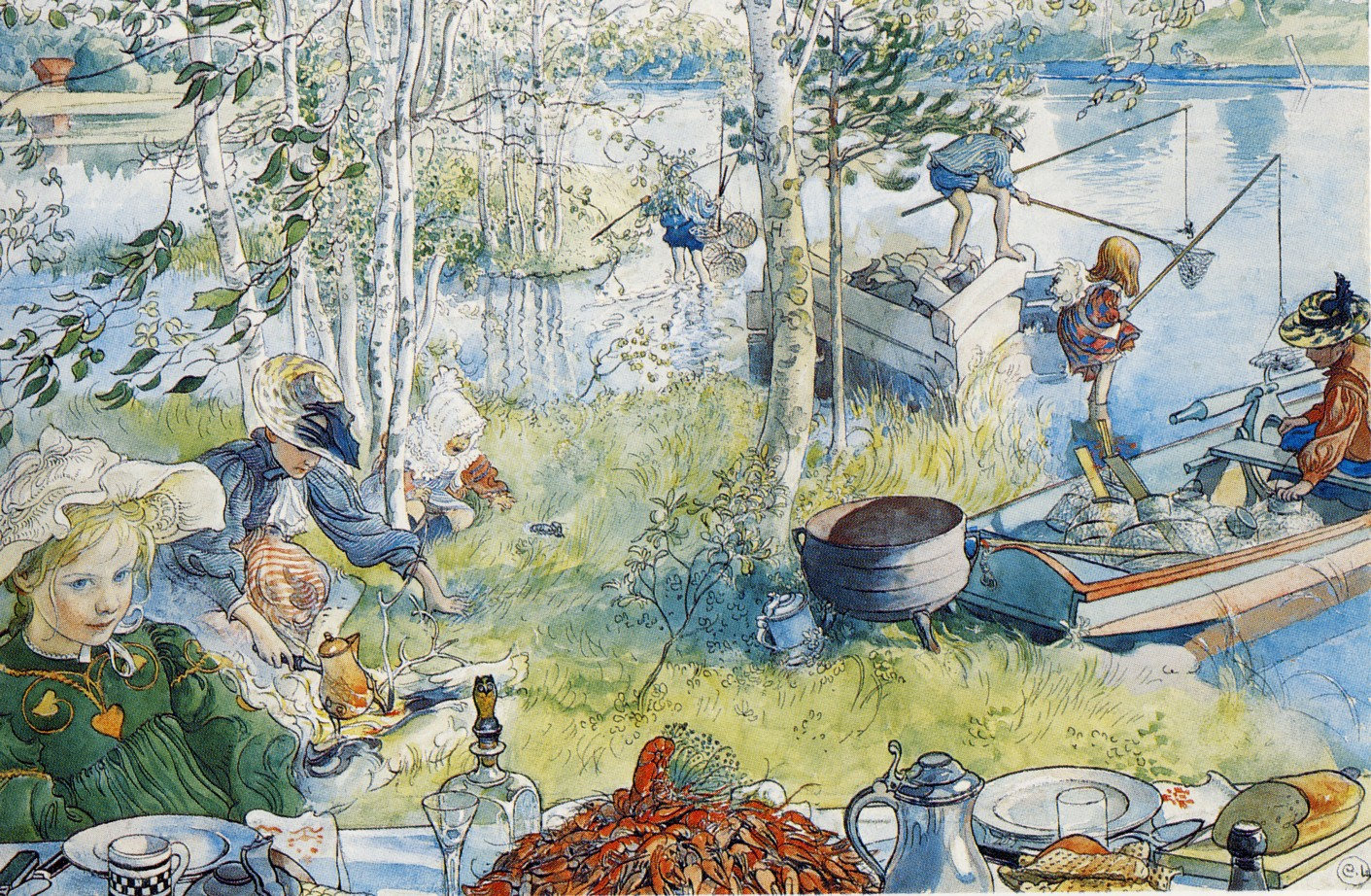
Der Krebsfang(Kräftfångst) カール・ラーションの画による「ザリガニ漁」（1895年）
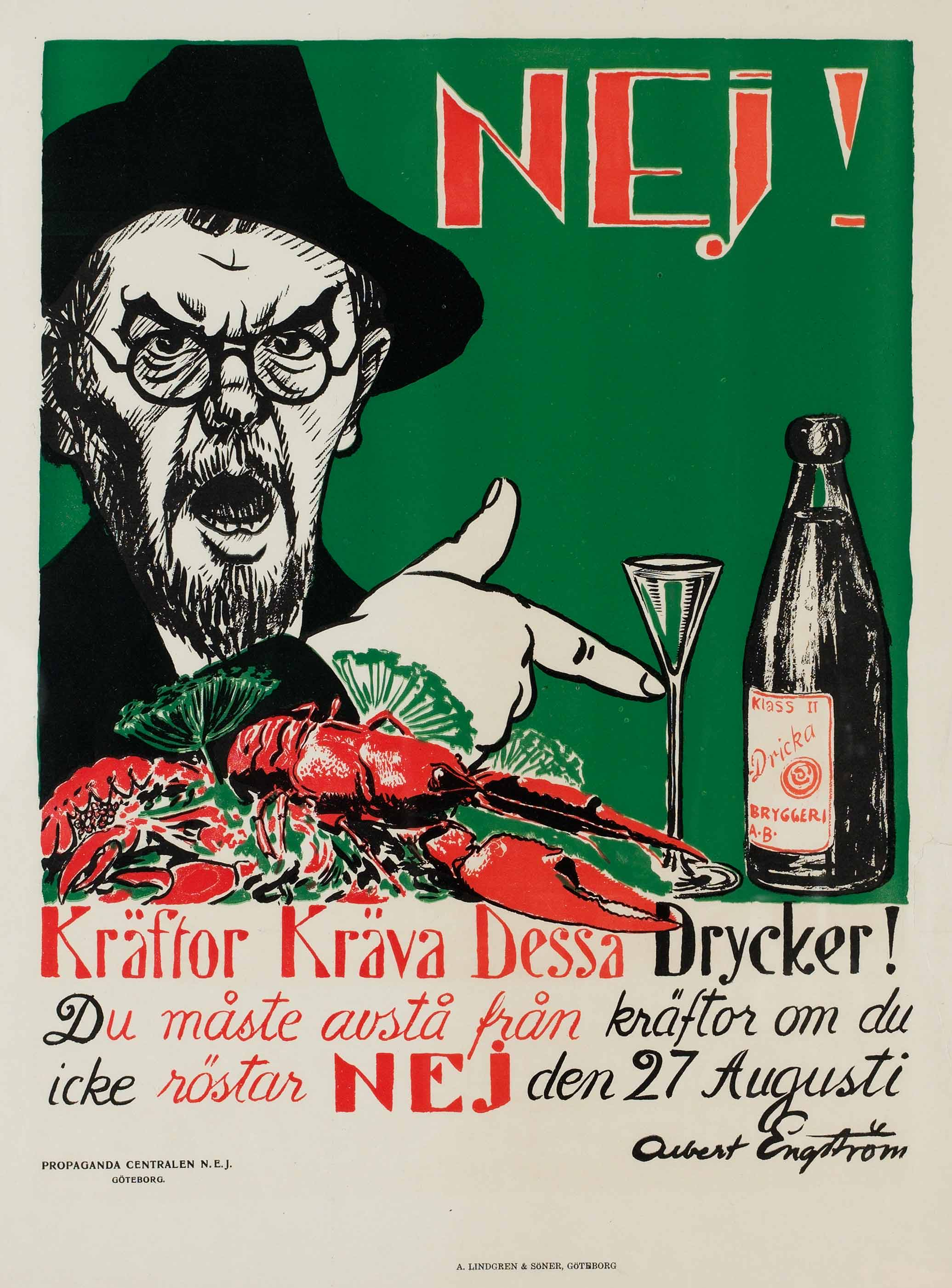
アルバート・エングストロームの飲酒禁止法に反対するポスター。「ザリガニパーティーには酒が欲しい」
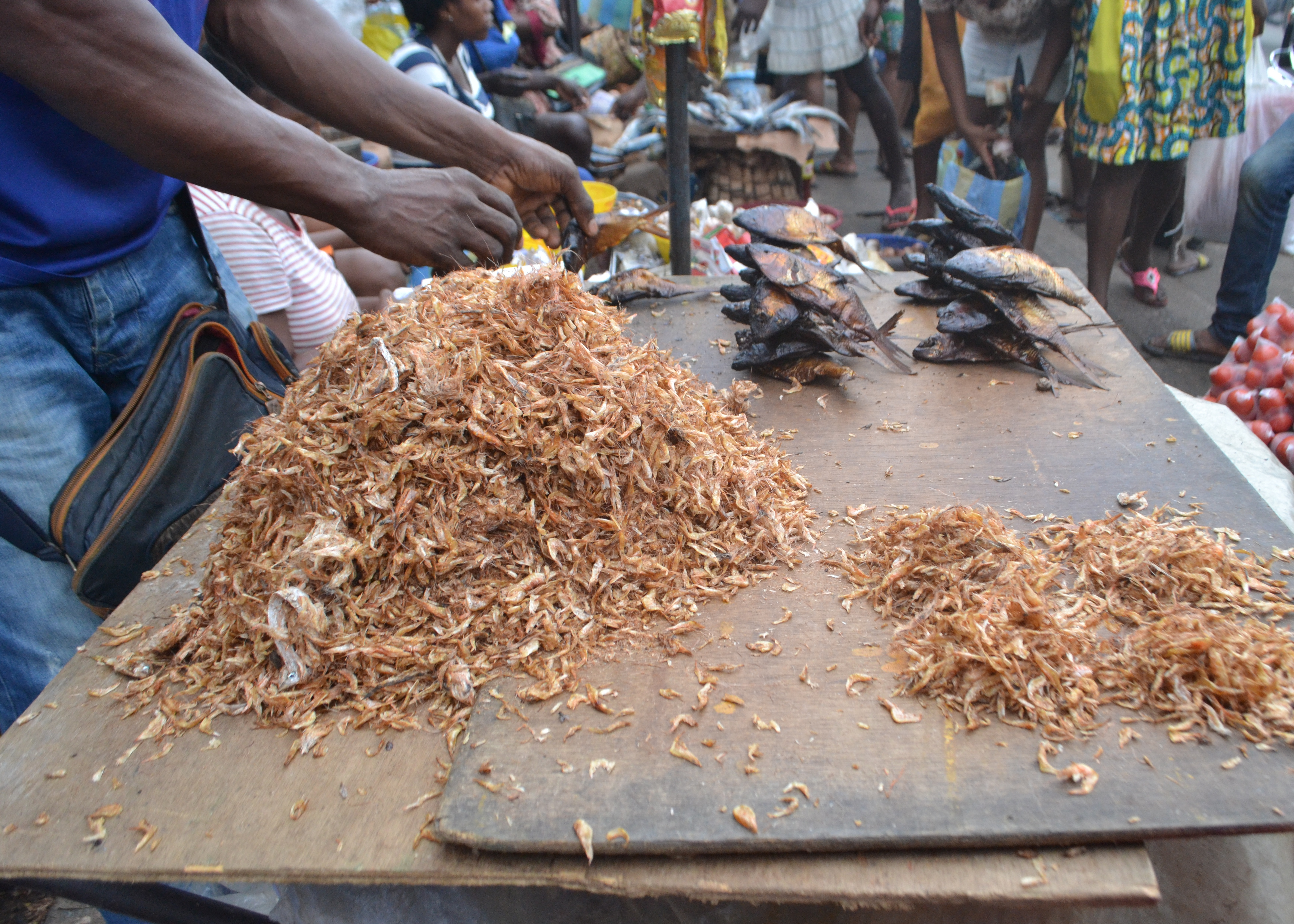
アフリカの市場で販売される乾燥させて細かくされたザリガニ

日本においては、食用は一般的ではない。食用として外国から持ち込まれ各地で繁殖しているウチダザリガニは、北海道などでヨーロッパ料理の食材として使用される場合がある。ただし、泥の中から捕まえた個体は、3日間ほど真水で泥抜きをしないと泥臭い風味になる。塩茹でや蒸したものをサンドイッチに挟んで食べたり、サラダに混ぜて使われたり、巻き寿司や手巻き寿司に巻いて食べる。ルッコラを添えてパスタなどにも使われる。酢飯と錦糸卵に混ぜてちらし寿司や海鮮丼に使われることもある。
ザリガニを食材として分析した場合、多価不飽和脂肪酸、ビタミンE、ナイアシン、葉酸、カリウム、マンガン、タンパク質、リン、セレンなどを多く含む。
唐揚げなどの油で揚げる調理の場合、水や酒で洗浄した後、220℃の高温で揚げることで殻ごと食べられる食材となる。
なお、他の淡水生物と同様に、肺吸虫（旧称：肺臓ジストマ）の中間宿主であるため、食べる際はよく火を通すことが必須で求められる。しかし、カニの吸虫寄生率が高い地域でも、人の感染症が報告されることは稀となった。。これらの吸虫が人体に及ぼす病害については、肺吸虫症などを参照のこと。

### 飼育と生態系への影響

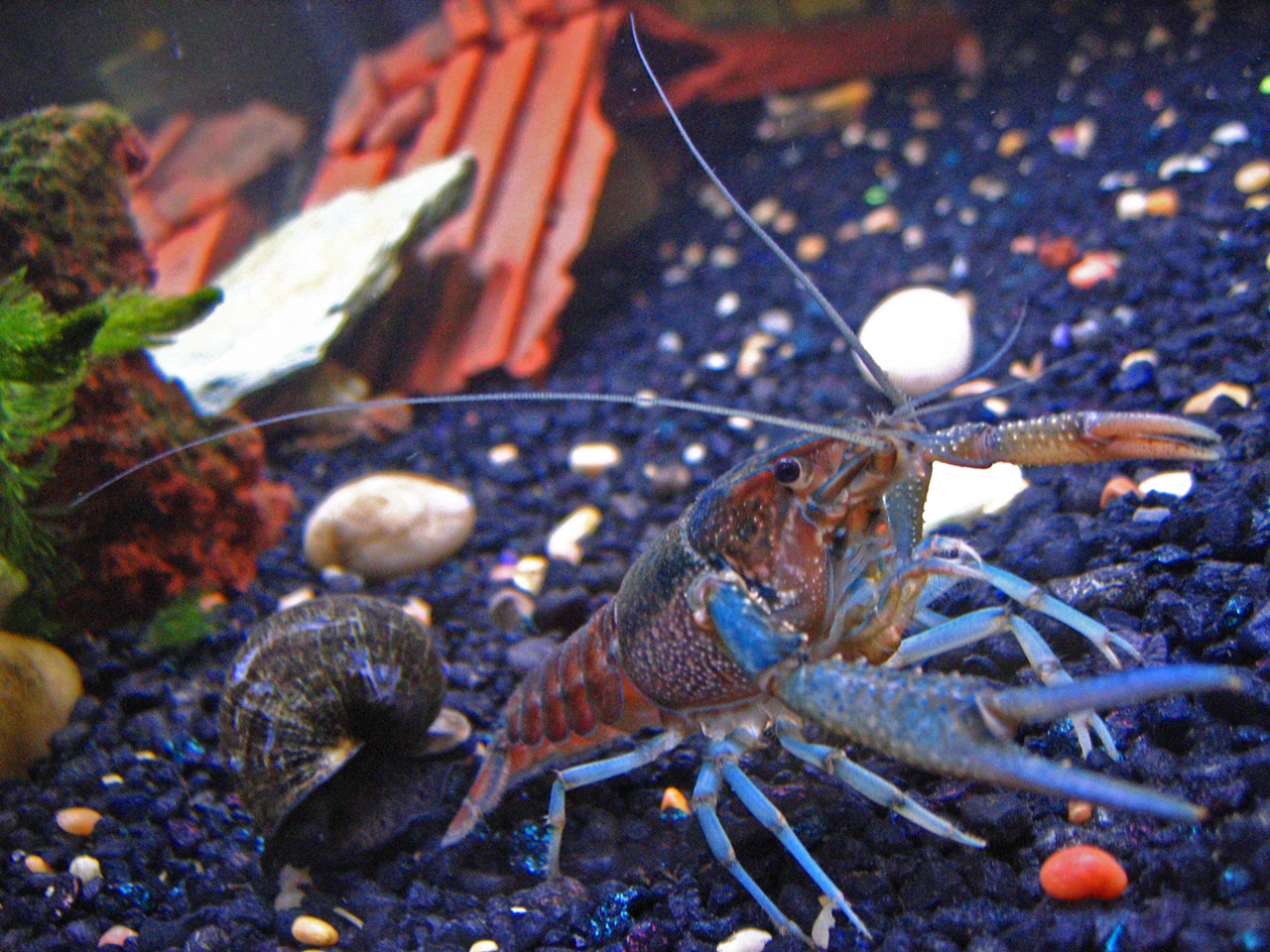
ペットとして飼育されるザリガニ

1975年から2022年まで世界で養殖されたアメリカザリガニの生産量（国際連合食糧農業機関の統計）

品種によっては上述の食用目的として、世界各地で大規模に養殖されている。
観賞用または愛玩用としての場合、種類によって飼い易さには差はあるが、アメリカザリガニなどは他のザリガニと比べると比較的丈夫であり飼育しやすい。食性は雑食性で、自然界では主にデトリタス・水草・小魚（ドジョウ・メダカ・フナ）・肉（動物の死骸）など何でも食べる。飼育下においては、沈殿タイプの熱帯魚（コリドラス・プレコ）用や鯉用の人工飼料などが使われている。また、アルビノなどの変色個体は珍重され、高値で取引されることがある。品種改良・交配によって青や黒など異なる甲殻の色を持つ個体が生み出されている。
一般的にザリガニは、雑食性で繁殖力・環境適応能力が高い種も多く、世界各国で放流・定住化による従来の生態系や自然環境、田畑などに対する影響などの地域環境の破壊が不安視されている。日本でも多くの種が2006年2月1日から外来生物法に基づき特定外来生物に指定され、無許可での飼育や遺棄・譲渡・輸入等が禁じられている。適応能力の低い種に関しては輸入販売されている。現代の日本では非常にポピュラーなアメリカザリガニも、販売に対しては対象外であるが、放流は禁止されている。

### ザリガニ漁

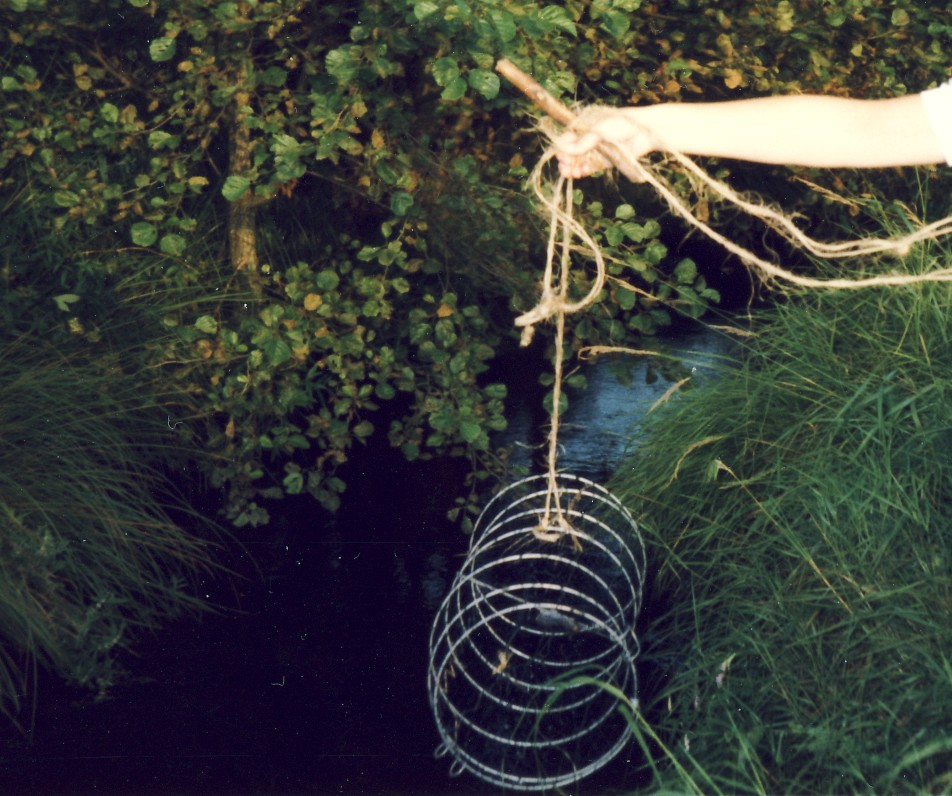
欧州で使用されるザリガニ漁の罠

食用として手軽に捕獲されてきたため、地域によっては伝統種が数を減らしており、入れ替わりに流入種が増えている場所が世界中にある。
アメリカザリガニはスルメやパンなどを餌にして釣れるため、子供たちの身近な釣りの対象として人気がある。アメリカザリガニを参照。

### その他
アメリカザリガニはクロダイやブラックバスなどの釣りの餌や、肉食鑑賞魚の餌用などとしても養殖されている。日本に持ち込まれたきっかけも、人間の食用、当時日本で食用・輸出用に飼育されていたウシガエルの餌用として、である。

### カルチャー
アメリカ合衆国ノースカロライナ州ヒッコリーに本拠地を置く、メジャーリーグ（野球）所属の球団テキサス・レンジャーズの傘下である、1Aマイナーリーグ野球チームが「ヒッコリー・クロウダッズ（Hickory Crawdads）」である。この「Crawdad」はザリガニの意味であり、チームのシンボルマークもザリガニである。また、アメリカのカントリー歌手ハンク・ウィリアムズが1952年に発表した楽曲『ジャンバラヤ』は、フランス系移民（ケイジャン）が多いアメリカ南部の郷土料理ジャンバラヤを唄っている。歌詞中にガンボやジャンバラヤといったケイジャン料理が並ぶが、同歌詞中にはザリガニパイも登場している。 
日本のリアクション芸人の出川哲朗の持ちネタに『鼻にザリガニを挟む』というものがあり、出川自らもザリガニを「俺の相方」と称している。この様子はバラエティ番組のほか、自身が出演している多摩電子工業のテレビCMでも見ることができる。